# Neues Geistliches Lied

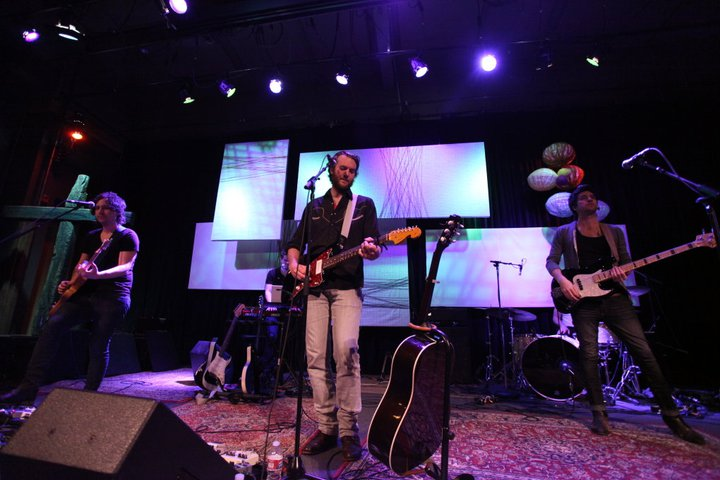
Konzert mit neuen geistlichen Liedern

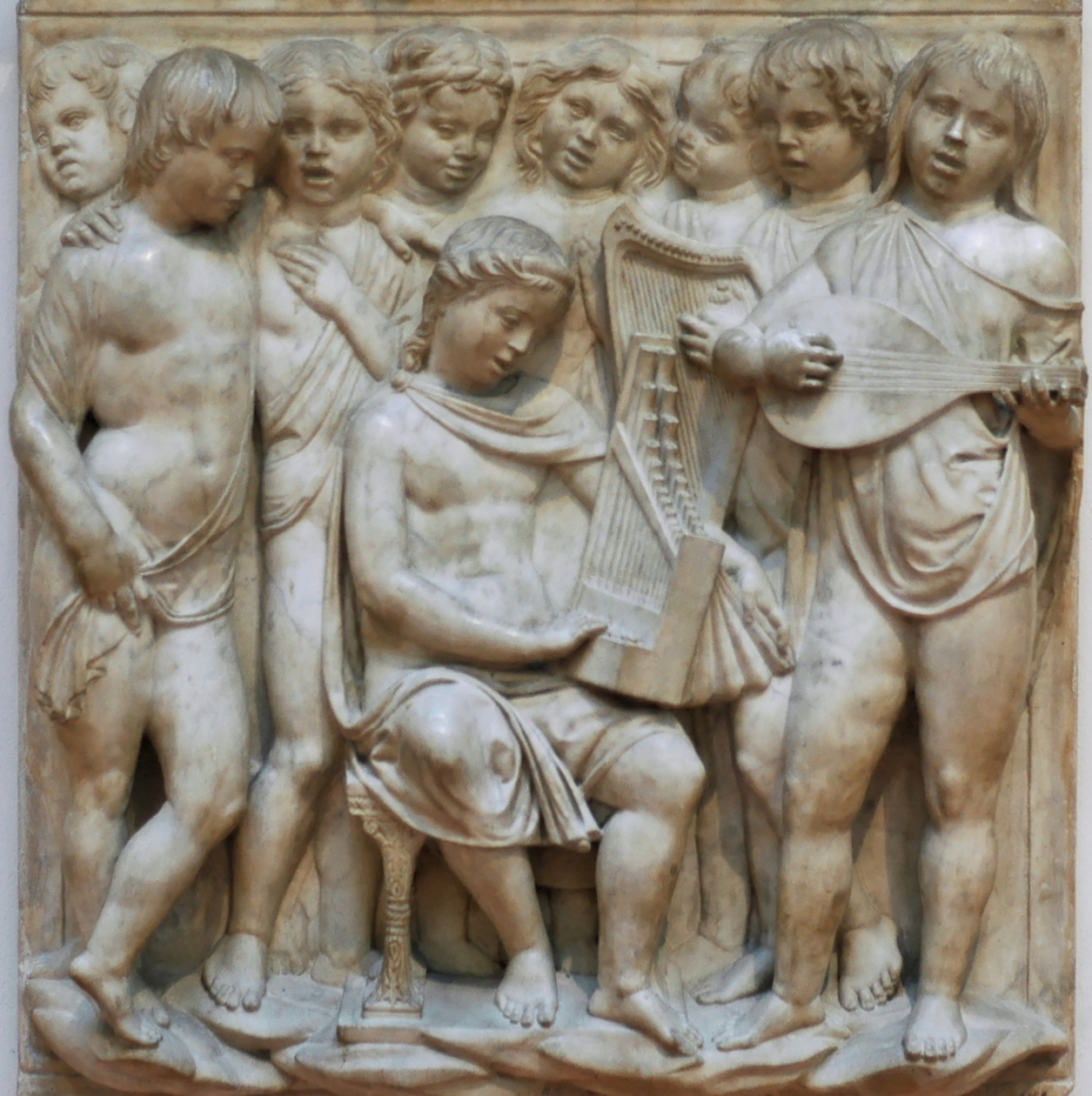
Die Aufforderung zum Singen von neuen geistlichen Liedern kommt bereits in den Psalmen vor: Singt dem Herrn ein neues Lied (- Ps 98, 1) - dieses alte biblische Motiv schwingt bei der Entstehung des Begriffs der modernen NGLs mit

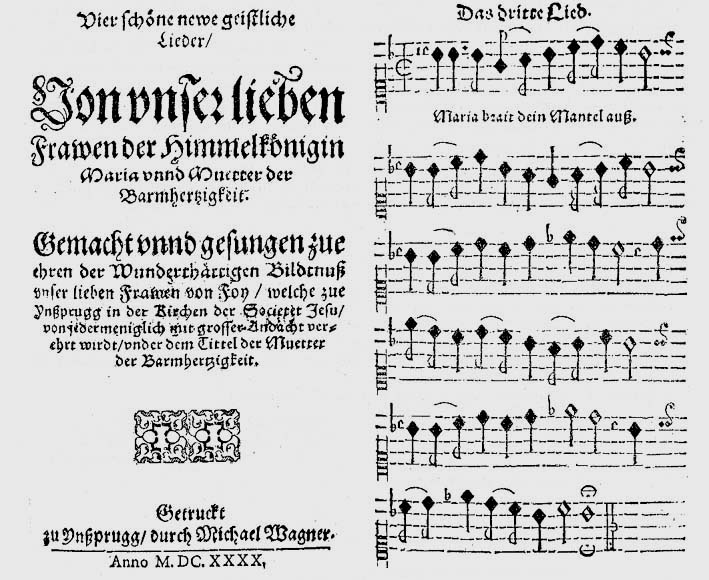
Schöne „newe geistliche Lieder“ existierten bereits im 17. Jahrhundert, wie der Liederdruck von 1640 aus Innsbruck zeigt; zu einem eigenen Genre wurde der Begriff aber erst im 20. Jahrhundert

Mit Neues Geistliches Lied (NGL) wird ein musikalisches Genre bezeichnet, das in der zweiten Hälfte des 20. Jahrhunderts aufkam und folgende charakteristische Merkmale aufweist:
- ein (im weitesten Sinn) religiöser Text – darunter fallen u. a. liturgische, biblisch orientierte, christlich engagierte und politische Texte
- Zugehörigkeit zur Gattung Lied, hier insbesondere dem Kirchenlied
- stilistische Beeinflussung durch Popularmusik (z. B. Schlager, Beat, Blues, Jazz, Folksong, Folklore und Rock)
- oder an neomodalen Mustern der 1930er-Jahre orientiert in einer Art „neuem Kirchenliedstil“,
- für den Gottesdienstgebrauch bestimmt (auch wenn sie oft außerhalb des Gottesdienstes gesungen werden)
- Hauptproduzenten und Hauptvermittler sind Chöre, Posaunenchöre, Bands und einzelne Liedermacher.

## Entstehung

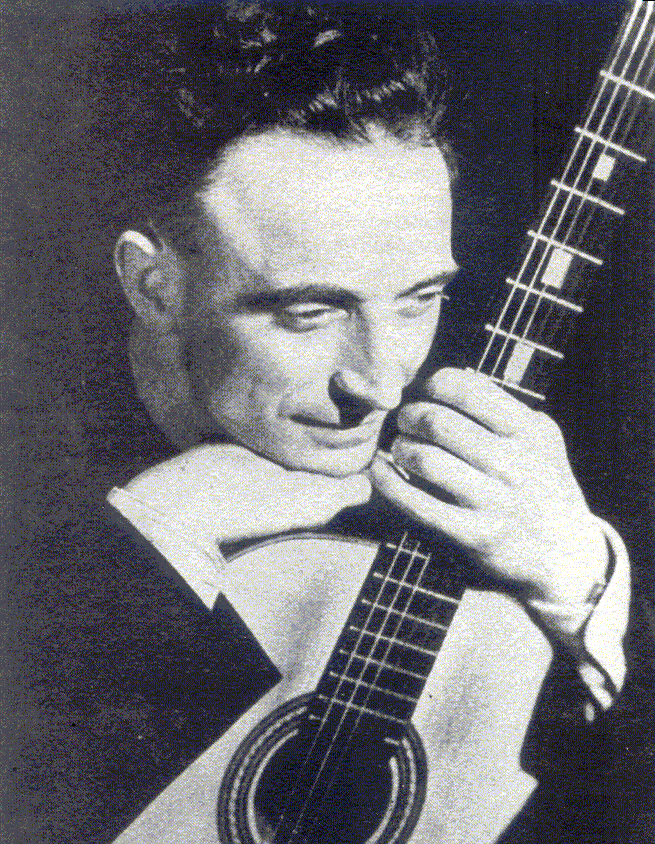
Der französische Liedermacher und Priester Aimé Duval SJ (1918–1984) gilt als einer der frühen Pioniere auf dem Gebiet des Neuen Geistlichen Liedes

### Erste Anfänge nach dem Zweiten Weltkrieg
Als erstes Neues Geistliches Lied gilt Seigneur, mon ami von Père Aimé Duval, erschienen 1955.
1956 führte der Kirchenmusiker Helmut Barbe sein Musical Hallelujah Billy auf dem 7. Deutschen Evangelischen Kirchentag in Frankfurt am Main auf. In diesem Werk verwendete er erstmals Elemente aus der Jazz-Musik. Das Echo auf diese Aufführung war – vor allem bei jungen Menschen – sehr positiv.
Père Maurice Cocagnac sang 1962 auf dem deutschen Katholikentag seine religiösen Chansons.
Allerdings hatte es der Gesang in der Kirche und im Gottesdienst nach dem Zweiten Weltkrieg nicht leicht. Eugen Eckert stellte fest: Wir haben „eine ganz große Gebrochenheit des Singens erlebt durch den Zweiten Weltkrieg. Die frühere Wandervogel-Bewegung, die ja Lust hatte, in der Natur zu singen, Gotteslob zu singen, ist durch die Hitlerjugend und durch das Verändern von christlichem Liedgut in Naziparolen so scharf verändert worden, in ein schlechtes Licht gerückt worden, dass eine ganze Generation nach dem Krieg verstummt ist und nicht gesungen hat.“ So war diese Zeit, nach Eckert, insgesamt eine Phase der Suche nach dem, wie man christlichen Glauben singen und artikulieren soll.

### Die Künstlergruppe TAKT ab 1947

Textautoren und Komponistentagung der Künstlergruppe TAKT auf dem Knivsberg (1988)

Die Gruppe TAKT (für Textautoren- und Komponisten-Tagung) ist eine Künstlergruppe von Autoren und Komponisten, die nach ihrer Gründung 1947 maßgeblich an der Entstehung der Musikgattung Neues Geistliches Lied beteiligt war. Viele von Mitgliedern der Gruppe TAKT geschaffene Lieder haben Eingang in die verschiedenen Liederbücher der christlichen Kirchen gefunden. Eine eigene Auswahl hat die Gruppe zum Kirchentag in Köln 2007 herausgegeben. Das Liederbuch Singen, um gehört zu werden ist im Strube-Verlag erschienen und umfasst 119 TAKT-Lieder aus drei Jahrzehnten.

### Wettbewerbe ab 1962
Richtungsweisend in der Geschichte des Neuen Geistlichen Liedes waren die vier Wettbewerbe der Evangelischen Akademie in Tutzing. Zum ersten, vom evangelischen Studentenpfarrer von München Günter Hegele initiierten Wettbewerb wurden 996 Beiträge eingesandt, die „dem von Jazz und Unterhaltungsmusik geprägten musikalischen Resonanzvermögen der Jugend entsprechen“ sollten. Im Nachgang bezeichnete die Akademie Tutzing Hegele als einen Begründer der „Pop-Theologie“. Kirchenmusiker waren unter den Autoren beim Tutzinger Wettbewerb kaum vertreten. „Neben einer großen Zahl von Hobbymusikern beteiligten sich aber auch einige Texter und Komponisten aus der Unterhaltungsmusik“.
1. Wettbewerb 1962
1. Preis: Danke für diesen guten Morgen, Text und Musik: Martin Gotthard Schneider
2. Preis: Zeig uns den Weg
Auszeichnung: Uns ist ein Kind geboren
„Danke“ war das erste deutschsprachige Kirchenlied, „zu dem man im Swing die Finger schnippen kann und das sich leichter mit der Gitarre als mit der Orgel begleiten lässt“, erinnerte sich Günter Hegele später.
2. Wettbewerb 1963
1. Preis: Weil du „Ja“ zu mir sagst, Text: Christine Heuser, Musik: Oskar Gottlieb Blarr
2. Preis: Bleibe bei uns Herr! („Ein Schiff, das sich Gemeinde nennt“), Text und Musik: Martin Gotthard Schneider
3. Preis: Lass uns spüren, Text und Musik: Alfred Hans Zoller
1. Preis Chorlieder: Gott ist unsre Zuversicht von Heinz W. Zimmermann
2. Preis Chorlieder: Von guten Mächten, Text: Dietrich Bonhoeffer, Musik: Herbert Breuer
Weitere Lieder: Gott meint es gut mit dir von Martin Gotthard Schneider; Der Teufel von Dietrich Mendt; Ich zieh meine dunkle Straße von Klaus Kleinau; Funde am Weg von Ernst Fröhlich; Der Weg der Barmherzigkeit („Zwischen Jericho und Jerusalem“) von Martin Gotthard Schneider; Im Garten von Gethsemane von Jacqueline Jürgens; Wehr dich nicht von Martin Gotthard Schneider
1963 wurde die Dominikanerin Jeanne-Paule Marie Deckers als Sœur Sourire mit Dominique weltberühmt.
Der Euphorie vieler Kirchenmusiker und Chöre wurde 1965 zunächst Einhalt geboten, denn der Kölner Erzbischof Kardinal Josef Frings untersagte die Verwendung von Jazz, Negro Spirituals und „geistlichen Schlagern“ in der Kirche. Wenig später, im Mai 1966, sprach sich auch die Deutsche (katholische) Bischofskonferenz gegen diese Art der Kirchenmusik aus.

### Ergänzungshefte neben dem Evangelischen Kirchengesangbuch
Die Ablehnung des Evangelischen Kirchengesangbuches von 1950 durch jüngere und progressive Milieus führte in den Evangelischen Kirchen allerdings „zur Forderung nach neuem Liedgut und zur Produktion einer Flut Neuer Geistlicher Lieder, die zunächst (weithin ohne Kontrolle durch die Kirchenleitungen) hektographiert wurden und als Kopien Verbreitung fanden.“
1971 erschien als Ergänzung zum Evangelischen Kirchengesangbuch das Beiheft "Neue geistliche Lieder - Anhang 71" mit 25 neuen geistlichen Liedern. Diese waren auch in der maßgeblichen Erweiterung "Anhang 77. Neue geistliche Lieder mit Anhang 71" enthalten, die sechs Jahre später erschien. Unter den mehr als 70 neuen Liedern waren nun auch fremdsprachliche Lieder wie Gospels und Spirituals. Diese „Ergänzungshefte“ waren für alle evangelischen Landeskirchen gedacht, es fehlten hier noch die regionalen Bezüge.
Verschiedene evangelische Landeskirchen reagierten nun aber konstruktiv auf die Kritik. Sie gaben Sammlungen mit neuen Liedern für die liturgische Arbeit in den evangelischen Gottesdiensten frei. In der Evangelisch-Lutherischen Kirche in Bayern erschien 1982 das Ergänzungsheft „Silberpfeil“, das im Jahr 2011 durch das Heft „Kommt, atmet auf“ mit weiteren 176 Liedern weitergeführt wurde. Auch die Evangelische Landeskirche in Württemberg reagierte ähnlich. Sie publizierte „im Lutherjahr 1983“ (so das Vorwort) für ihre Gemeinden das Heft „Neue Lieder – ein Angebot für die Gemeinden der Evangelischen Landeskirche in Württemberg herausgegeben vom Evangelischen Oberkirchenrat Stuttgart“, das starke Verbreitung fand und 112 der Neuen geistlichen Lieder in den Gottesdiensten etablieren half. Hier tauchten im Notenbild auch Gitarrengriffe auf, die signalisierten, dass die Liedbegleitung nicht nur der Kirchenorgel anvertraut sein sollte.
1976 bemerkte Karl Christian Thust zur Situation damals: „In einem noch nicht erlebten Tempo löst eine ganz neue Zeit die alte ab, die selbst die jüngsten Lieder, ehe sie weiter bekannt werden konnten, als bereits überholt, einer fremden Zeit zugehörig erscheinen lässt. Das bahnt sich in den Fünfziger Jahren an und tritt im folgenden Jahrzehnt voll zutage, das wiederum von einer ganz neuen Situation geprägt ist.“

### Liederbücher und Gesangbücher im katholischen und ökumenischen Bereich

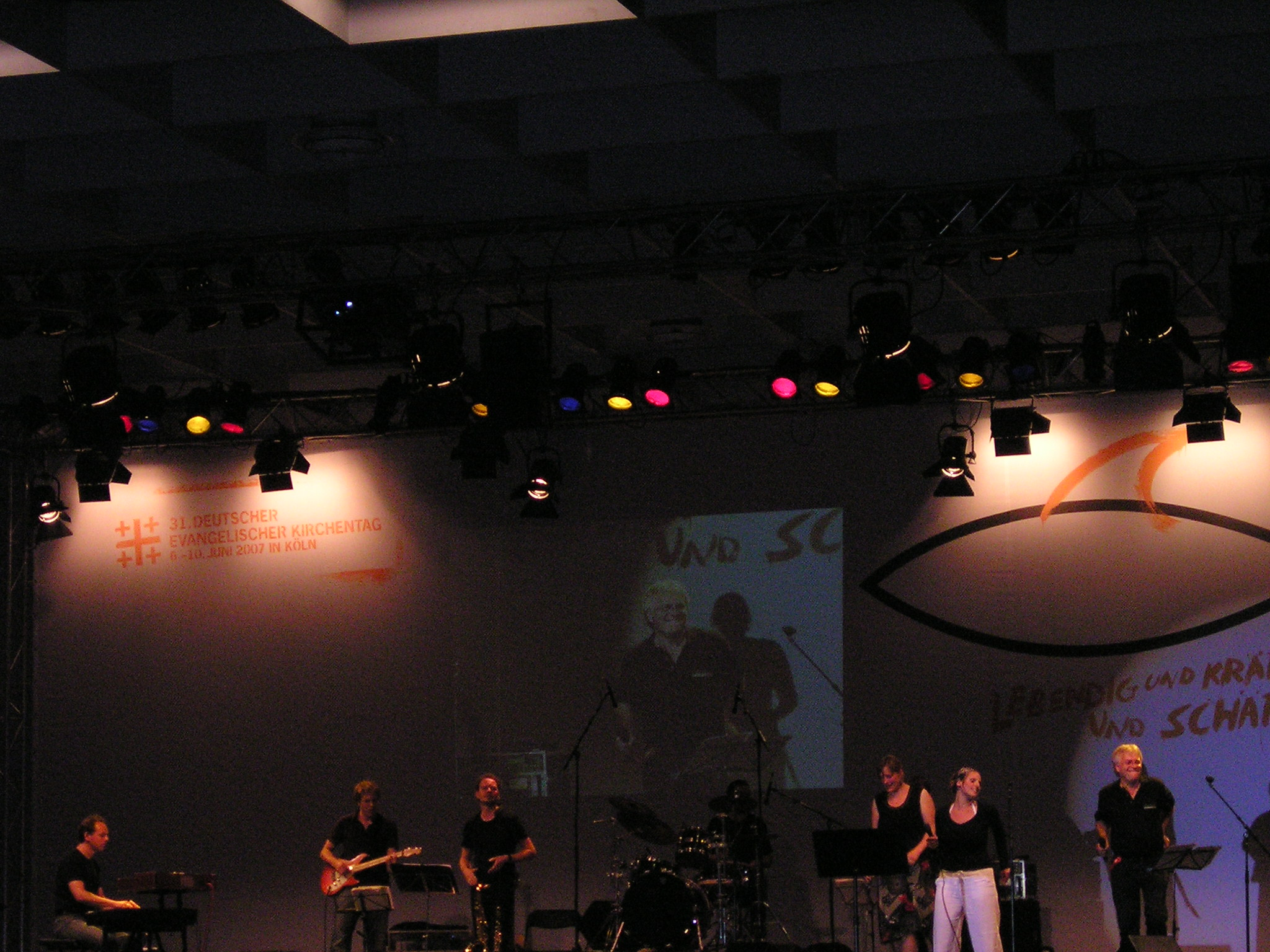
Die Musikgruppe Habakuk ist bis heute ein wichtiger Multiplikator auf Kirchentagen, wenn es um das Neue Geistliche Lied geht

Im katholischen und ökumenischen Bereich erschienen in dieser Zeit erste Liederbücher mit Beiträgen zu Lobpreis und Anbetung, etwa Jericho, herausgegeben von Karl Natiesta und Tom Runggaldier (1970) oder Schalom – Ökumenisches Liederbuch (1971).
Ein wichtiger Beitrag zur Verbreitung neuer geistlicher Lieder war das Liederbuch Das Lob, das 1979 von Josef Mittermair (Pettenbach) erstmals aufgelegt wurde. Das Liederbuch sammelte die gesamte Bandbreite des vorhandenen neuen geistlichen Liedgutes: die in Beatmessen verwendeten deutsch textierten Spirituals, Chansons von Maurice Cocagnac, Alfred Flury, Aimé Duval und Sœur Sourire, von Tonträgern und aus dem Radio „heruntergehörte“ Lieder wie Vater unser von Giorgio Moroder und viele andere Lieder. Die Gen-Rosso-Messe fand durch dieses Liederbuch Verbreitung, ebenso wie die Tiroler Jugend- und Kindermessen von Raimund Kreidl und die auch heute noch gerne bei Erstkommunionen gesungene Pfälzer Kindermesse von Hartmut Wortmann. Im April 2013 erschien dieses Liederbuch in der 14. Auflage.
In der Zeit der DDR ab 1975 – und auch noch nach der Wende – konnte ein jährlich erscheinendes Liedheft der Jugend zum Dreifaltigkeitssonntag etabliert werden. Diese Liedersammlungen erscheinen auch heute noch jedes Jahr zum gleichen Zeitpunkt. Herausgeber ist inzwischen die Arbeitsstelle für Jugendseelsorge der deutschen Bischofskonferenz.
- 1986: Singe Jerusalem
- 1992: Cantate[11]
- 2002: Liederquelle
- 2006: du mit uns
- 2007: Cantate II[12]
- 2008: Kindergotteslob – Weil du da bist[13]
- 2011: Junges Gotteslob – Ein Segen sein[14]
- 2013: Gotteslob

### Musicals und Pop-Oratorien
Neue Hoffnung schöpften die Reformer, als 1968 das Musical Joseph and the Amazing Technicolor Dreamcoat von Andrew Lloyd Webber veröffentlicht wurde. Als dann 1970 dessen Musical Jesus Christ Superstar aufgeführt wurde, setzten sich die Bemühungen nach zeitgemäßer Kirchenmusik fort. Eine Melodie Webbers fand 2013 den Weg ins Gotteslob der katholischen Kirche. Unter der Nummer GL 188 ist Webbers „The Last Supper“ aus Jesus Christ Superstar mit einem neuen deutschen Text versehen, den Raymund Weber 2009 geschaffen hat: Nimm, o Gott, die Gaben, die wir bringen. Nimm uns selber an mit Brot und Wein. Dieses Lied wird innerhalb einer katholischen Messe zur Gabenbereitung vorgeschlagen.
2018 zog die Evangelische Kirche nach und präsentierte im Liederbuch Wo wir dich loben, wachsen neue Lieder - plus diese Melodie mit einem Text von Frieder Dehlinger: Finden wir Verschiedene zusammen, arme Reiche, heimatlos daheim.

### Jugendchorbewegung
Die Jugendchorbewegung war ab den späten 1960er Jahren eine jahrzehntelange Entwicklung der christlichen Musik hin zum Neuen Geistlichen Lied im deutschsprachigen Raum, die sich vor allem unter der freikirchlich-evangelikalen Jugend ausbreitete und von dieser bis Mitte der 1990er Jahre hinein getragen wurde. Aus vorwiegend amerikanischen Vorbildern entwickelte sich hier das deutschsprachige Neue Geistliche Lied, das von deutschen Textern und Komponisten wie Manfred Siebald, Peter Strauch, Margret Birkenfeld, Johannes Nitsch oder Gerhard Schnitter geprägt wurde. Maßgebliche Publikation ist in diesem Bereich die ab 1983 erschienene Reihe Singt das Lied der Lieder mit vorwiegend für Chor arrangierten Neuen Geistlichen Liedern.

### Gospelchöre

Gospelchöre mit ihrer Darbietung afroamerikanischer christlicher Musik brachten Negro Spirituals in europäische Kirchen und lieferten damit wichtige Anstöße für die weitere Entwicklung des Neuen Geistlichen Liedes

Gospelchöre und Gospelsingers tragen afroamerikanische christliche Musik vor. Sie konzentrieren sich in Europa oft auf die Negro Spirituals, die Grundlage für Neugestaltungen im Sinne des Neuen Geistlichen Liedes geworden sind.
Einige Negro Spirituals, auch nur Spirituals genannt, sind auf diesem Wege nach und nach Bestandteile offizieller deutscher Kirchengesangbücher geworden. Im Evangelischen Gesangbuch findet sich (EG 499) Singing with a Sword; es wurde zum deutschsprachigen Lied Erd und Himmel sollen singen. Das weihnachtliche Go Tell It on the Mountain wurde im Evangelischen Gesangbuch zu einem Abendmahlslied (EG 225) und heißt dort nach einer Bearbeitung durch Friedrich Walz: Komm, sag es allen weiter!.
Zu manchen Gesangbuch-Regionalteilen gehört als biblisches Erzähllied When Israel was in Egypt’s land, übersetzt Als Israel in Ägypten war (EG Württemberg 603). In sehr rhythmischem Gewand das It’s me oh Lord, deutsch zu Beginn der Bewegung Bewahrung der Schöpfung als ein Schöpfungslied Du schufst, Herr, unsere Erde gut (EG Bayern 652).
Auch in verschiedenen freikirchlichen und katholischen Gesangbüchern sind solche Adaptionen zu beobachten. I’m gonna sing when the Spirit says "Sing" findet sich von Paul Ernst Ruppel im Gesangbuch der Evangelisch-methodistischen Kirche (Nr. 96) deutsch übersetzt mit Ich sing mein Lied, wenn der Herr mir sagt: "Sing".

### Sacropop
Der Begriff „Sacropop“ – neue Kirchenmusik mit Stilmitteln moderner Popmusik – wurde 1971 von Peter Janssens geprägt. Dabei geht es nicht nur um gottesdienstliche Gebrauchsmusik, sondern auch um konzertante Großformen wie Musicals und Pop-Oratorien, die aber das Neue Geistliche Lied mitprägen sollten.
Peter Janssens ging es beim Neuen Geistlichen Lied immer auch um eine Erneuerung der Liturgie „aus dem Geist des 2. Vatikanischen Konzils“. So lautet ein Titel seiner Lieder: „Andere Lieder wollen wir singen … der Herr führt uns auf neues Land“. Diese Textzeile von 1972 aus der Hand von Alois Albrecht geriet im Vorwort zu seiner großen Liedersammlung aus dem Jahre 1992 zu einem bestimmenden Motto seiner Bemühung um das Neue Geistliche Lied.
Andere christliche Musikgruppen wie Habakuk fingen diese Begeisterung auf. „Da kamen so Lieder wie Unser Leben sein ein Fest“, erinnert sich Eugen Eckert an seine Begeisterung für die Musik von Peter Janssens, die seiner Erfahrung mit Jammertal-Chorälen aus vergangenen Jahrhunderten entgegenstanden.
Viele Autoren und Bands haben in dieser Zeit die Bezeichnung Sacropop anstelle des Begriffes Neues Geistliches Lied verwendet.

### Arbeitskreis Kirchenmusik und Jugendseelsorge im Bistum Limburg ab 1971
1971 wurde der Arbeitskreis Kirchenmusik und Jugendseelsorge im Bistum Limburg gegründet. Die Gründer sahen sich herausgefordert, der Zeit entsprechend den Gemeinden zu neuem Liedgut zu verhelfen. Der Arbeitskreis hatte ein umfangreiches Fortbildungsprogramm, um zur Verbreitung der neuentstandenen Lieder und zu Qualifizierungsmaßnahmen für Chöre, Bands und Gemeinden beizutragen.
Die prägenden Mitglieder waren die Texter und Komponisten Eugen Eckert, Dietmar Fischenich, Winfried Heurich, Joachim Raabe, Horst Christill, Peter Reulein und der langjährige Vorsitzende Patrick Dehm. Ein Merkmal für das produktive Schaffen sind die über 25 erschienenen Chor- und Liederbücher. Nachfolgend eine Auswahl:
- 1994 Chorbuch „Vom Leben singen“ mit 188 Liedern
- 1999 Chor- und Bandbuch* „die Zeit färben“ mit 161 Liedern
- 2003 Chorbuch „Lass dein Licht leuchten“, mit 103 Liedern
- 2008 Liederbuch „Weil du da bist“ – Kinder-Gotteslob mit 380 Liedern
- 2009 Chor- und Bandbuch „Weil der Himmel uns braucht“ mit 200 Liedern
- 2011 Junges Gotteslob „Ein Segen sein“ mit 720 Liedern

### AK SINGLES
Der Arbeitskreis SINGLES im BDKJ im Erzbistum Köln wurde 1971 gegründet. Die Mitglieder (Stephanie Aragione-Krey, Dieter Böttcher, Peter Deckert, Joachim Geibel, Thomas Johannsen, Thomas Quast, Christoph Seeger, Rudolf von Gersum, Raymund Weber, Bernhard Wilmes und Torsten Wolter) veranstalten Workshops, publizieren das „SINGLES Liedblatt“ mit kritisch ausgewählten neuen geistlichen Liedern in Partiturform, und tragen so viel zur Verbreitung von jeweils aktuellem Liedgut bei. SINGLES ist ein Akronym: „Singen Internationaler Neuer Geistlicher Lieder. Ein Serviceangebot“.
Ehemalige Mitglieder waren: Wolfgang Bretschneider, Johannes Fromm, Heinz Martin Lonquich und Gregor Linßen.
Zur kritischen Bewertung und Analyse von Neuen Geistlichen Liedern wurde 1976 vom Arbeitskreises zusammen mit Kirchenmusikern ein Kriterienkatalog erarbeitet. Er bietet in fünf Abschnitten ein Instrument der Qualitätskontrolle zu einzelnen Liedelementen an:
1. Inhalt und Aussage
2. Sprachliche Gestalt
3. Musikalische Gestalt
4. Musikalisch-sprachliche Kongruenz
5. Singbarkeit und Funktion.

### Taizé

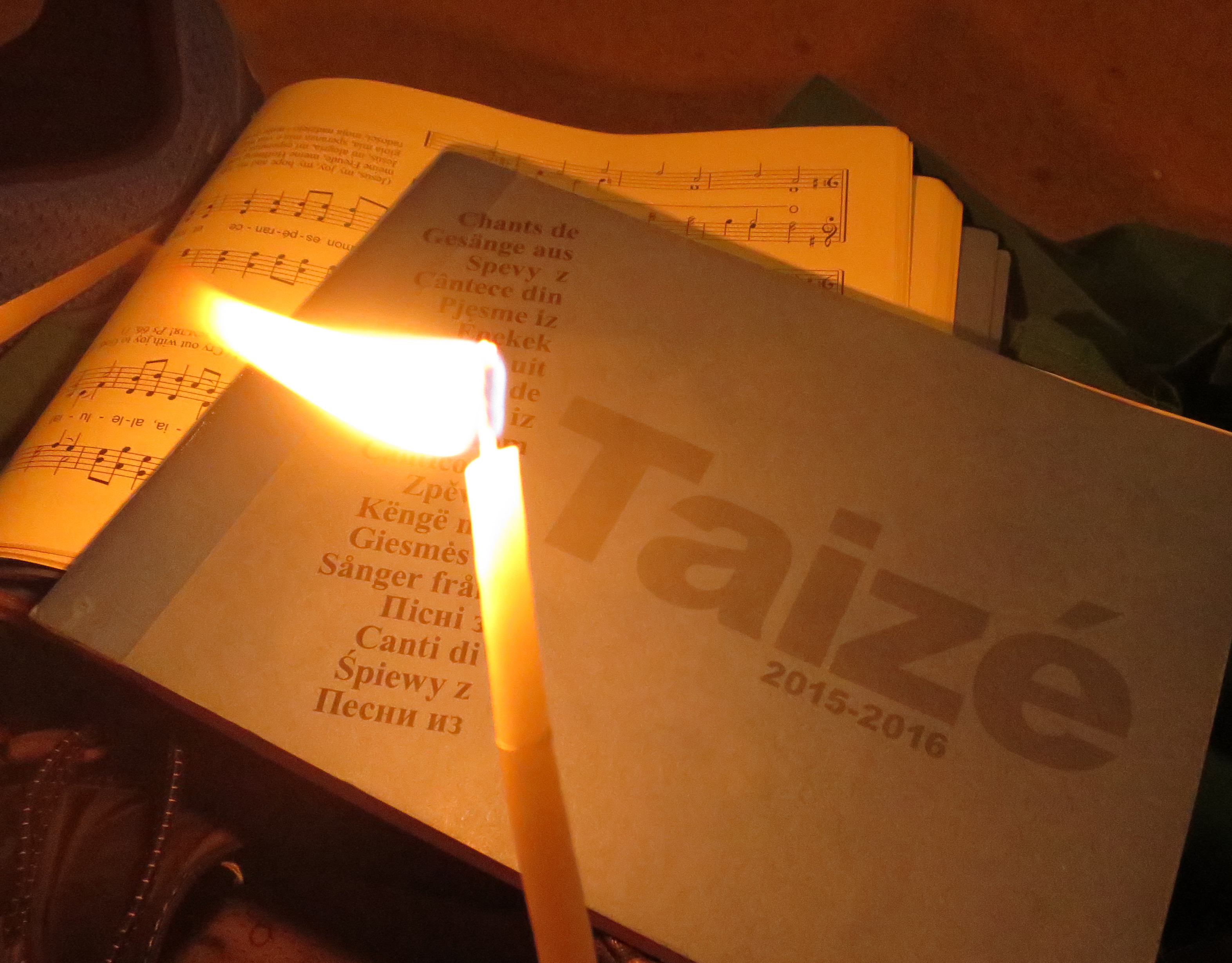
Die in Europa weitverbreiteten Liederhefte der ökumenisch ausgerichteten Communauté de Taizé enthalten Liedgut, welches dem Neuen Geistlichen Lied zugeordnet wird

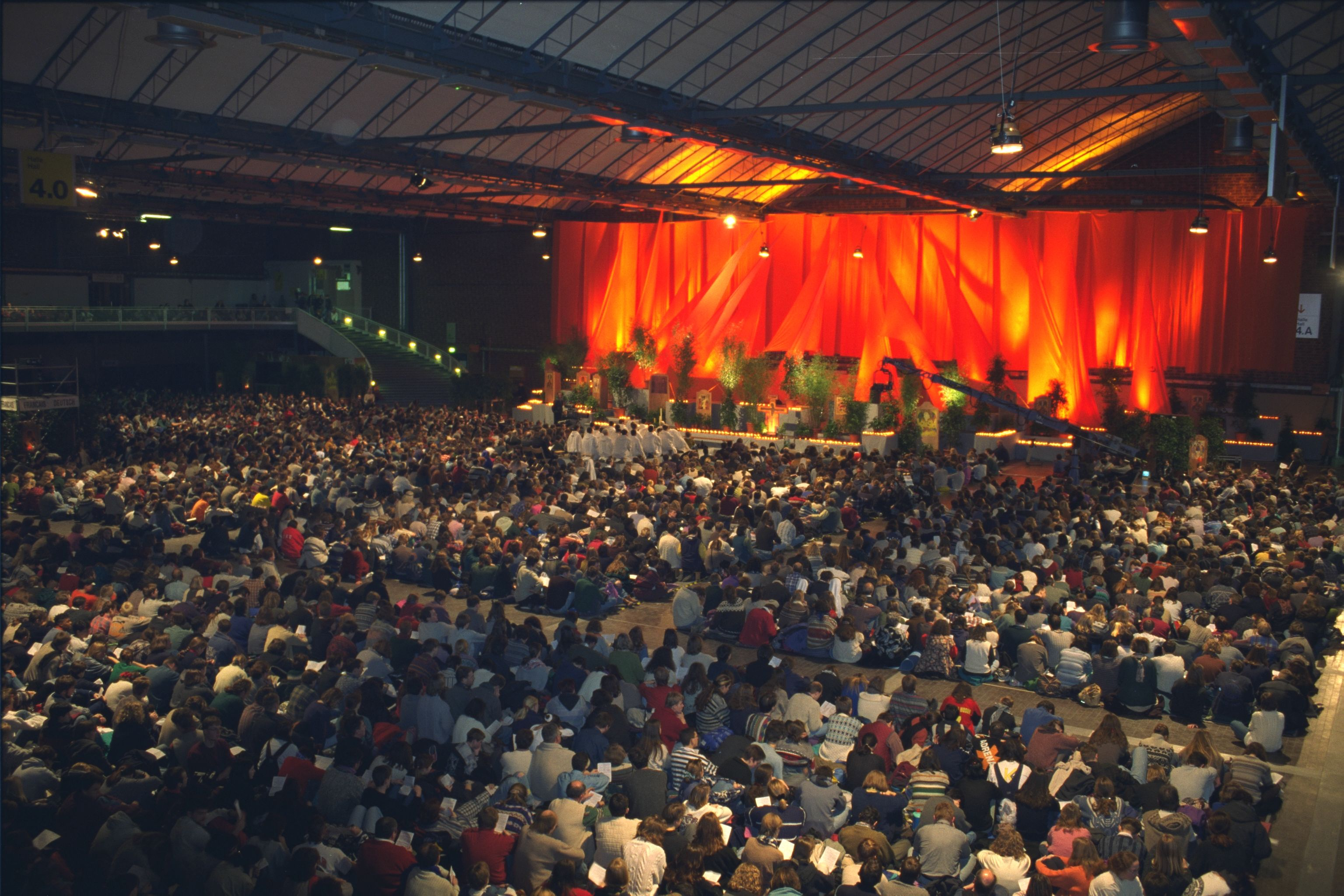
Gesungene Liturgie bei einem Europäischen Jugendtreffen mit dem für Taizé typischen Liedgut

Die ökumenisch ausgerichtete Communauté de Taizé trat ab der zweiten Hälfte des 20. Jahrhunderts mit einem breiten Angebot an Gesängen hervor, die zum Teil ebenfalls zum Neuen Geistlichen Lied gerechnet werden. Vor allem die regelmäßig wiederkehrenden Europäischen Jugendtreffen in vielen europäischen Großstädten sorgten für eine weite Verbreitung dieses Liedgutes.
Schöpfer dieser Gesänge sind Robert Giscard, ab dem Jahr 1975 Jacques Berthier und der französische Jesuit Joseph Gelineau.
In ähnlicher Ausrichtung schuf in Deutschland die 1964 gegründete Kommunität Gnadenthal ebenfalls Gesänge und Liederbücher, die im Präsenz-Verlag publiziert wurden und zum Neuen Geistlichen Lied hinführen.

## Orte und Kontexte des Neuen Geistlichen Liedes
Wesentlich für die Verbreitung, Gestalt und Thematik der Neuen Geistlichen Lieder sind die neuen Kontexte, in denen dieses Liedschaffen steht. Bis dahin in der Kirche ungewohnte, aber auch große Veranstaltungsformate und ein entsprechend nachgefragter Markt nach Liederbüchern, Noten und Medien fördern das Aufkommen des Neuen Geistlichen Liedes entscheidend.

### Alternative Gottesdienstprojekte
Die Neuen Geistlichen Lieder stehen oft in einem Kontext, in dem der Gottesdienstraum auch als Bühne verstanden wird, dass Musiker und Sänger sichtbar sind und moderierend vor der Gottesdienstgemeinde stehen. Eugen Eckert betont, dass es bei den Neuen Geistlichen Lieder darauf ankommt, dass „man angeleitet wird, also, ob jemand einlädt und auch manchmal erklärt. Woher kommt dieses Lied? Was will dieses Lied? Warum singen wir das jetzt im Gottesdienst? Es reicht nicht aus, einfach eine Nummer an eine Tafel zu hängen und zu sagen: Das ist jetzt relevant für den Gottesdienst. Es braucht Erklärungen.“

#### Kinogottesdienst
Am Anfang standen alternative Gottesdienstprojekte, wie etwa der Cannstatter Kinogottesdienst, der von Pfarrer Kurt Rommel ins Leben gerufen wurde. Dieser spezielle Ort benötigte eine Musik jenseits des Evangelischen Kirchengesangbuches.

#### Jazzgottesdienst, Beatmesse und Jugendgottesdienst
Nach dem Zweiten Weltkrieg blühten hier und dort Jazzgottesdienste mit neuer Musikkultur auf. Dasselbe gilt für Beatmessen und Jugendgottesdienste.

#### Politisches Nachtgebet
Auch das Politische Nachtgebet in Köln ab 1968 ist an der Stelle zu nennen.

#### Liturgische Nächte
Beim Evangelischen Kirchentag in Düsseldorf 1973 gestaltete Uwe Seidel erstmals eine Liturgische Nacht, die Vorbild für eine neue Gottesdienstform wurde und nicht nur auf den Kirchentagen weiterhin gefeiert wurde. Seidel steuerte Texte für Neue Geistliche Lieder bei.

#### Lobpreisgottesdienst
Die Form eines Lobpreisgottesdienstes fordert ebenfalls entsprechende Musik. Die aktuelle Lobpreis- und Anbetungskultur (Worship), wie sie von der Charismatischen Bewegung geprägt ist, versucht, das Anliegen der Doxologie in neuer Form aufzunehmen. Statt festgelegter liturgischer Stücke besteht der Lobpreis meist aus kurzen, einstrophigen Gesängen, die sich musikalisch an aktuelle Popmusik anlehnen. Diese sollen „nach charismatischer Auffassung zur Anbetung Gottes um seiner selbst willen führen. Diesem Ziel entspricht der Charakter des überwiegenden Teils des genuin charismatischen Liedgutes“.
Zu diesem liturgischen Arbeitsfeld werden beispielsweise Musiker wie Albert Frey, Keith Green, Arne Kopfermann, Lothar Kosse, Martin Pepper und Matt Redman sowie die Gruppen Outbreakband oder Vineyard Music gerechnet.
Liederbücher in diesem Bereich sind seit 1995 unter anderem die verschiedenen Ausgaben von Feiert Jesus!.

#### Hauskreise und Hauskirchen
Auch in Hauskreisen hat das gemeinsame Singen von Neuen Geistlichen Liedern schon sehr früh einen wichtigen Platz eingenommen. Hauskreise wurden zu einem Ort des Einübens der neueren Lieder und der Lobpreisgesänge. Ein in der Hauskreisarbeit verbreitetes Liederbuch war ab 1981 die Fontäne in ihrer grünen Ausgabe mit vielen Auflagen; später folgte ein zweiter Band, die blaue Fontäne.

### Heischebrauchtum
Unter den Beteiligten beim Sternsingen bildete sich früh schon Liedgut auch aus dem Genre des Neuen Geistlichen Liedes heraus, das gerne unterwegs gesungen wurde; ab 1964 gehörte beispielsweise Stern über Bethlehem mit Text und Musik von Alfred Hans Zoller dazu.

### Fahrtenlieder in der kirchlichen Jugendarbeit

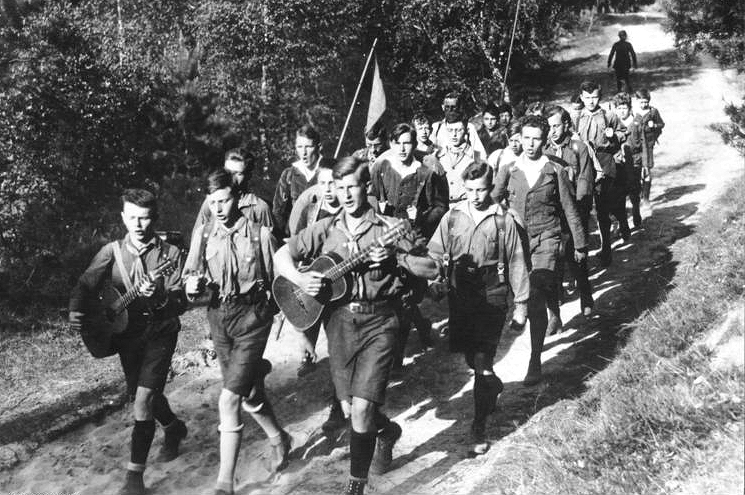
Singend Wandern mit der Gitarre war in der kirchlichen als auch säkularen Jugendarbeit schon zu Beginn des 20. Jahrhunderts gängig. Nach dem Zweiten Weltkrieg kam zum Repertoire der Fahrtenlieder auch das Neue Geistliche Lied hinzu

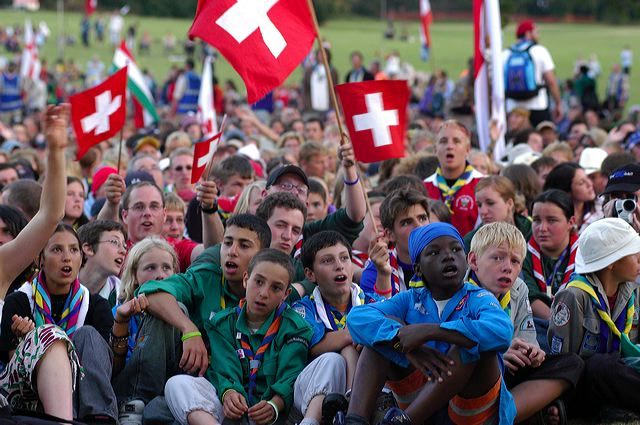
Im 21. Jahrhundert singen Pfadfinder, Jungscharen und kirchliche Jugendgruppen zunehmend mehr das Liedgut aus dem Bereich des Neuen Geistlichen Liedes

Fahrtenlieder sind Lieder, die schon zu Beginn des 20. Jahrhunderts von Wandervögeln, Pfadfindern, Jungenschaftern oder anderen Angehörigen der Jugendbewegung, zum Teil mit der Gitarrenlaute, mit der Gitarre oder Mandoline, gesungen wurden. Es sind Lieder, die von Angehörigen dieser Gemeinschaften für diese Gemeinschaften geschrieben und dort gesungen wurden; im weiteren Sinne also alles, was auf Ausflügen, Wanderungen oder Radtouren erklingt. Seit der Nachkriegszeit sind Fahrtenlieder und die entsprechenden Liederbücher im Umfeld kirchlicher Jugendarbeit um das Liedgut des Neuen Geistlichen Liedes ergänzt und erweitert worden.

#### Der Spielmann
1914 gab Klemens Neumann im Matthias-Grünewald-Verlag erstmals das Liederbuch für Jugend und Volk Der Spielmann heraus, eine Sammlung von Volks-, Wander- und auch Kirchenliedern mit Gitarrenbegleitung, die sich bald nicht nur in der katholischen Jugend hoher Beliebtheit erfreute und bis in die sechziger Jahre zahlreiche Nach- und Neuauflagen erlebte.

#### Die Mundorgel
1953 erschien erstmals „Die Mundorgel“. Die Auswahl der Lieder in diesem Buch hat sich im Laufe der Zeit verändert. So landete zunächst manches in der Mundorgel, was während der Zeit des Nationalsozialismus von der Hitler-Jugend (HJ) vereinnahmt worden war. Solche Lieder fielen bei den Überarbeitungen der Liederbuches ebenso heraus wie Texte, in denen von „Negern“ oder „Zigeunern“ die Rede war oder die allzu militaristisch daherkamen. Dagegen erweiterte sich der Anteil an Neuen Geistlichen Liedern deutlich; sie wurden zu Andachtsliedern unterwegs oder auch im Zeltlager.
Das Liederheft wurde im 20. Jahrhundert rund 14 Millionen Mal verkauft. Ende der 1970er Jahre verfügten bereits zehn Millionen Jugendliche über das Büchlein.

### Christliche Popkonzerte
Ein weiterer Ort entstand neben den Gottesdiensten in christlichen Popkonzerten, was für die Kirche damals eine neue Form darstellte. Hinzu kamen christliche „Liedermacher“, die entweder allein oder mit ihren Musikgruppen in Gemeinden unterwegs waren.

### Christliche Rockmusikkonzerte
Die Differenzierung zwischen Pop und Rock ist auf dem Feld christlicher Musik nicht einfach, weil die Übergänge oft fließend sind, allerdings hat auch dieser Stil das Neue Geistliche Lied mitgeprägt.

### Christliche Großveranstaltungen

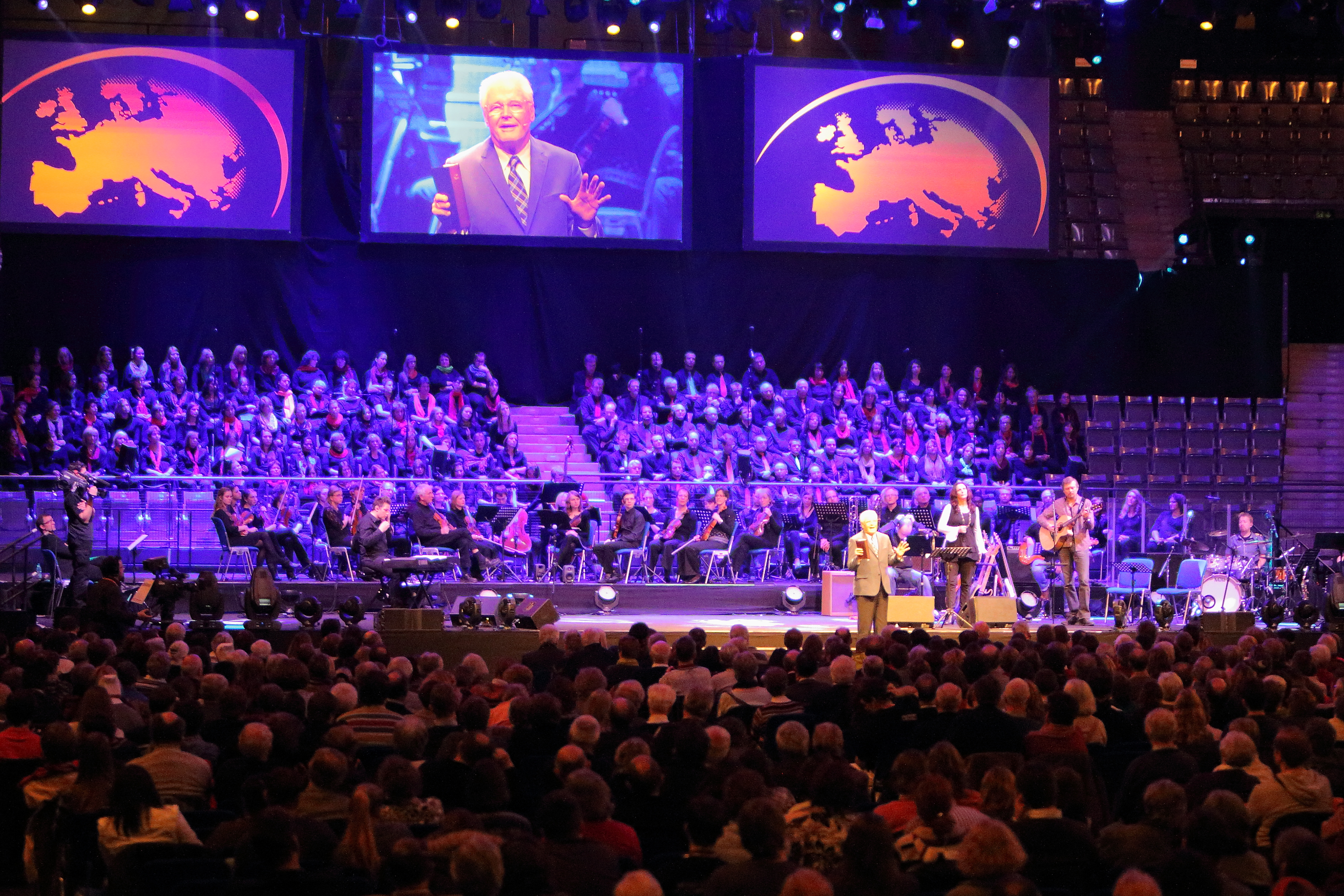
Der christliche Liedermacher Albert Frey mit der Gitarre auf einer christlichen Großveranstaltung 2013 (ProChrist)

Auch christliche Großveranstaltungen leben von der neuen christlichen Liedkultur und begünstigen diese. Open-Air-Formate fordern keine Orgel, sondern eher das Instrumentarium von Popkonzerten. Große Veranstaltungshallen leben von moderner Veranstaltungskultur. Dazu gehört die Bühnentechnik, die bei großdimensionierten Verstärkeranlagen beginnt und bis zu eindrücklichen Lichteffekten reicht. Beispielhaft zu nennen sind Formate wie
- Kirchentag und Katholikentag (beide großen Konfessionen und Ökumenischer Kirchentag)
- Christival seit 1976
- Gemeindetag unter dem Wort ab 1973
- Europäisches Jugendtreffen der ökumenisch ausgerichteten Communauté de Taizé ab 1978
- Weltjugendtag seit 1984
- ProChrist ab 1993
- Deutscher Evangelischer Posaunentag ab 2008
- Christustag ab 2014.

### Verlage und Medienhäuser
Auch Verlage und Medienhäuser entdeckten die Gattung und zugleich einen entsprechenden Markt. Sie produzierten neue Chorhefte und Liederbücher mit dazu gehörenden Tonträgern. Die moderne Medienwelt entdeckte das Neue Geistliche Lied, es wurde auch zu einem Wirtschaftsfaktor.
Zu den Verlagen, die einen Sortimentsschwerpunkt beim Neuen Geistlichen Lied pflegen, gehören unter anderem
- der Abakus-Verlag ab 1974
- der Hänssler Verlag mit Pila Music ab 1978
- der Strube-Verlag
- der Verlag Singende Gemeinde
- Cap! Music ab ca. 1990
- Gerth Medien
- ERF Medien (Deutschland), ERF Medien Österreich, ERF Medien (Schweiz)
- die Stiftung Christliche Medien.

## Evangelische Gesangbücher

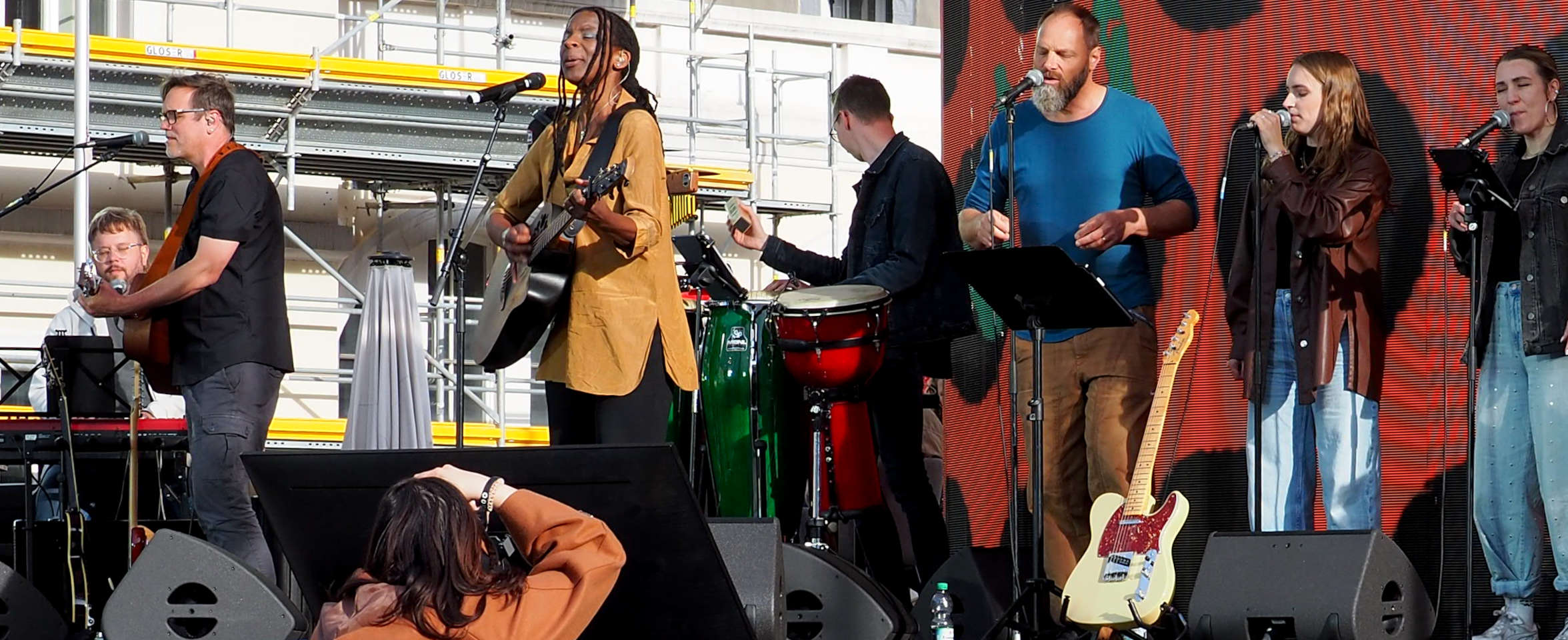
Judy Bailey, hier beim Hoffnungs-Festival in Karlsruhe, ist als Liedermacherin mit Werken auch in den neueren Gesangbüchern vertreten. „Danke, Vater, für das Leben“ fand Eingang ins Liederbuch „Wo wir dich loben, wachsen neue Lieder - plus“

Freikirchen entwickelten um die Jahrhundertwende ebenfalls Gesangbücher mit einem großen Anteil von Neuen Geistlichen Lieder; hier das Gesangbuch Feiern und Loben

### Evangelisches Gesangbuch
Endgültig etabliert hat sich das Neue Geistliche Lied in der Evangelischen Kirche durch die Aufnahme einzelner Lieder ins Evangelische Gesangbuch, das 1996 das Evangelische Kirchengesangbuch der Nachkriegszeit abgelöst hat.
Jetzt waren Lieder von Ernst Arfken, Fritz Baltruweit, Herbert Beuerle, Paul Bischoff, Clemens Bittlinger, Oskar Gottlieb Blarr, Eckart Bücken, Wim ter Burg, Siegfried Fietz, Detlev Jöcker, Thomas Knodel, Kurt Marti, Hans-Jürgen Netz, Johannes Nitsch, Kurt Rommel, Martin Gotthard Schneider, Manfred Siebald, Peter Strauch, Dieter Trautwein, Jürgen Werth, Christoph Zehendner und Alfred Hans Zoller zumindest aus dem Regionalteil der offiziellen Gesangbücher nicht mehr wegzudenken.
Das Evangelische Gesangbuch ist, gerade durch die Hinzunahme des Neuen Geistlichen Liedes, deutlich ökumenischer geworden. Katholische Autoren und Musiker wie etwa Ludger Edelkötter, Winfried Heurich, Peter Janssens, Claudia Mitscha-Eibl, Huub Oosterhuis, Lothar Zenetti und Diethard Zils stehen selbstverständlich neben den Exponenten evangelischer Spiritualität.
Im Bereich der evangelischen Kirchenmusik ist die Gattung des Neuen Geistlichen Liedes die zurzeit produktivste Musikrichtung. Die Dichtung und Verbreitung immer neuer Stücke dieser Musikrichtung wird besonders durch den alle zwei Jahre stattfindenden Deutschen Evangelischen Kirchentag vorangetrieben.

### Wo wir dich loben, wachsen neue Lieder
2005 neu hinzugetreten ist das Liederbuch Wo wir dich loben, wachsen neue Lieder, das vom Strube-Verlag für die evangelischen Kirchen in Baden, Württemberg, Pfalz und der Églises Réformée et Luthérienne d’Alsace et de Lorraine herausgegeben wird. Es wurde 2018 noch einmal deutlich erweitert und umfasst inzwischen 224 neue geistliche Lieder, die das Evangelische Gesangbuch ergänzen. Das neue Liederbuch wird in einem Zusammenhang gesehen mit dem Liederfrühling nach 1960 in den christlichen Kirchen, der viele neue Texte und Melodien mitbrachte, die musikalisch beeinflusst sind durch Jazz-Elemente, durch Spirituals und Chansons.
Neu sind in diesem Buch vor allem Lieder von Judy Bailey, Cliff Barrows, Norbert Becker, Hermann Bergmann, Ingo Bredenbach, Martin Buchholz-Fiebig, Christoph Georgii, Lothar Graap, Peter Hamburger, Okko Herlyn, Werner Hoffmann, Paul Janz, Johannes Jourdan, Daniel Kallauch, Lothar Kosse, Matthias Nagel, Sefora Nelson, Paul Nilsson, Lukas Di Nunzio, Ute Passarge, Danny Plett, David Plüss, Matt Redman, Tobias Reitz, Eberhard Rink, Anton Rotzetter, Manfred Schlenker, Dieter Schnebel, Kathi Stimmer-Salzeder, Uwe Seidel, Ulrike Streck-Plath und Karl-Ludwig Voss.

### EGplus
Auch die Evangelische Kirche in Hessen und Nassau sowie die Evangelische Kirche von Kurhessen-Waldeck haben ein gemeinsames Beiheft zum Evangelischen Gesangbuch unter dem Titel EGplus im September 2017 anlässlich des Reformationsjubiläums eingeführt.
Nach zwanzig Jahren Nutzung des Evangelischen Gesangbuches wurde von den Kirchenleitungen festgestellt, dass dessen Liedauswahl nicht mehr den Anforderungen der Praxis in vollem Umfang gewachsen war. Es fehlten beispielsweise Gesänge zu Taufgottesdiensten, Trauungen und Trauerfeiern aus dem Bereich des Neuen Geistlichen Liedes. Liedermacherinnen und Liedermacher aus der Evangelischen Kirche Hessen und Nassau sind gut vertreten, etwa Friedrich Karl Barth, Clemens Bittlinger und Eugen Eckert. Aber auch Lieder von Elisabeth Hammer und Hans-Gerhard Hammer sind zu finden.

### freiTöne
Das Liederbuch freiTöne ist ebenfalls für den Reformationssommer 2017 entstanden. Es ist ein gemeinsames Liederbuch des Deutschen Evangelischen Kirchentages und der Evangelischen Kirche in Deutschland und bietet unter anderem aktuelle Lieder des Neuen Geistlichen Liedes an: "Lieder der Sehnsucht und der Hoffnung, Lieder des Schmerzes und des Trostes, politische Gesänge und spirituelle Lieder: Klage und Bitte, Zuspruch und Bekenntnis, Lob und Dank". Schöpfungen von Judy Bailey, Schalom Ben-Chorin, Detlev Block, Eugen Eckert, Albert Frey, Peter Janssens, Thomas Laubach, Christoph Lehmann, Andreas Lettau, Ute Passarge, Jürgen Werth, Jörg Zink und anderen sind aufgenommen.

### Singt Jubilate
Singt Jubilate. Lieder und Gesänge für die Gemeinde wurde 2012 im Auftrag der Evangelischen Kirche Berlin-Brandenburg-schlesische Oberlausitz erstellt, herausgegeben von Landeskirchenmusikdirektor Gunter Kennel und im Wichern-Verlag verlegt. Es ist ein Ergänzungsgesangbuch, das ebenfalls vorwiegend dem Neuen Geistlichen Lied Raum gibt.

### Freikirchen
In der Tendenz, dem Neuen Geistlichen Lied größeres Gewicht zu verleihen, steht auch das Gesangbuch der Evangelisch-methodistischen Kirche von 2002. Dazu gehören unter anderem Lieder von Hartmut Handt, Walter Klaiber, Rolf Krenzer, Horst Krüger, Paul Ernst Ruppel und Hartmut Wortmann.
Andere in protestantischen Freikirchen verwendete Liederbücher mit einem hohen Anteil neuer geistlicher Lieder sind Gesangbücher wie das Mennonitische Gesangbuch, Ich will dir danken!, Neue Gemeindelieder und Feiern & Loben. Letzteres erschien als Erstauflage 2003 und ist seither in den Gottesdiensten der Evangelisch-Freikirchlichen und Freien evangelischen Gemeinde das gebräuchlichste Gesangbuch mit einem hohen Anteil an Neuen Geistlichen Liedern. Komponisten und Dichter des Neuen Geistlichen Liedes sind hier unter anderen Günter Balders, Manfred Siebald, Peter Strauch, Hella Heizmann, Jörg Swoboda, Gerhard Schnitter, Margret Birkenfeld, Jürgen Werth, Siegfried Fietz, Johannes Nitsch, Hartmut Handt und Judy Bailey.

## Bildergalerie zu den Liedermachern des Neuen Geistlichen Liedes (Auswahl)

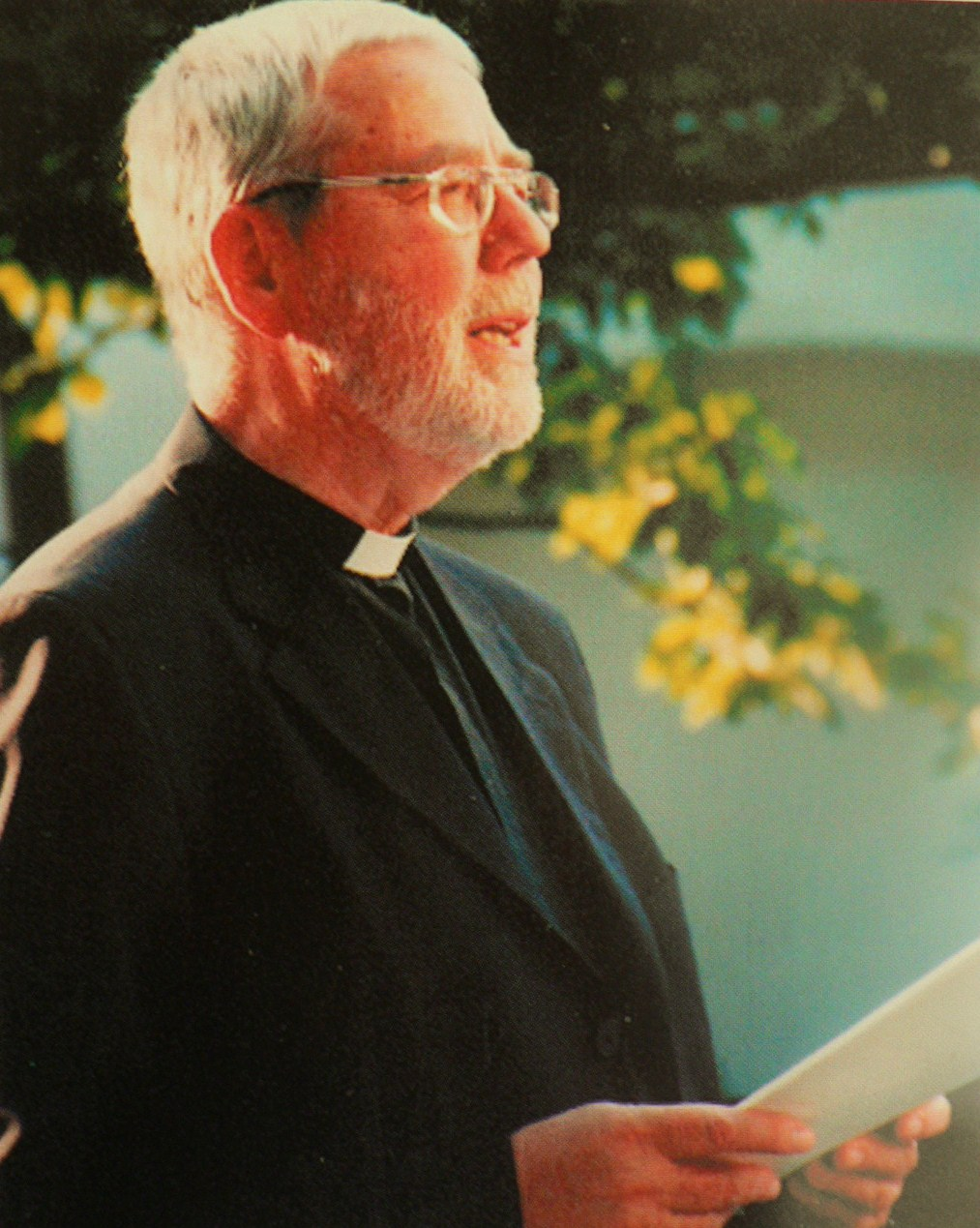
Alois Albrecht, ehem. Bamberger Generalvikar, gilt als einer der Pioniere des NGL
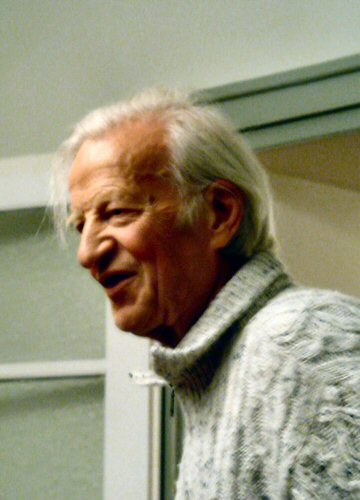
Ernst Arfken war evangelischer Pfarrer, Organist und promovierter Musikwissenschaftler, so prägte er die Anfänge des NGL
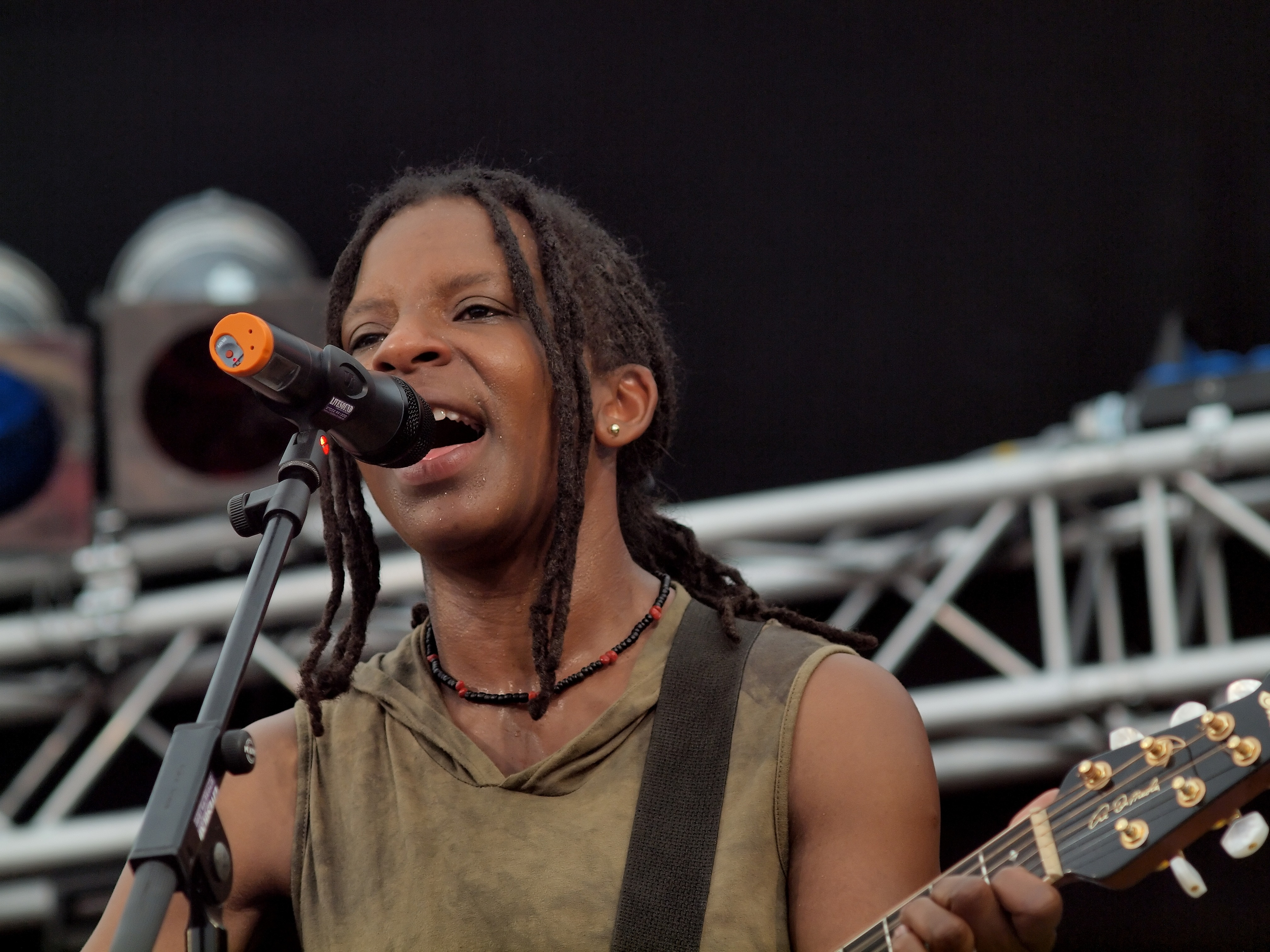
Stark präsent bei christlichen Großveranstaltungen ist Judy Bailey, die inzwischen in Deutschland lebt
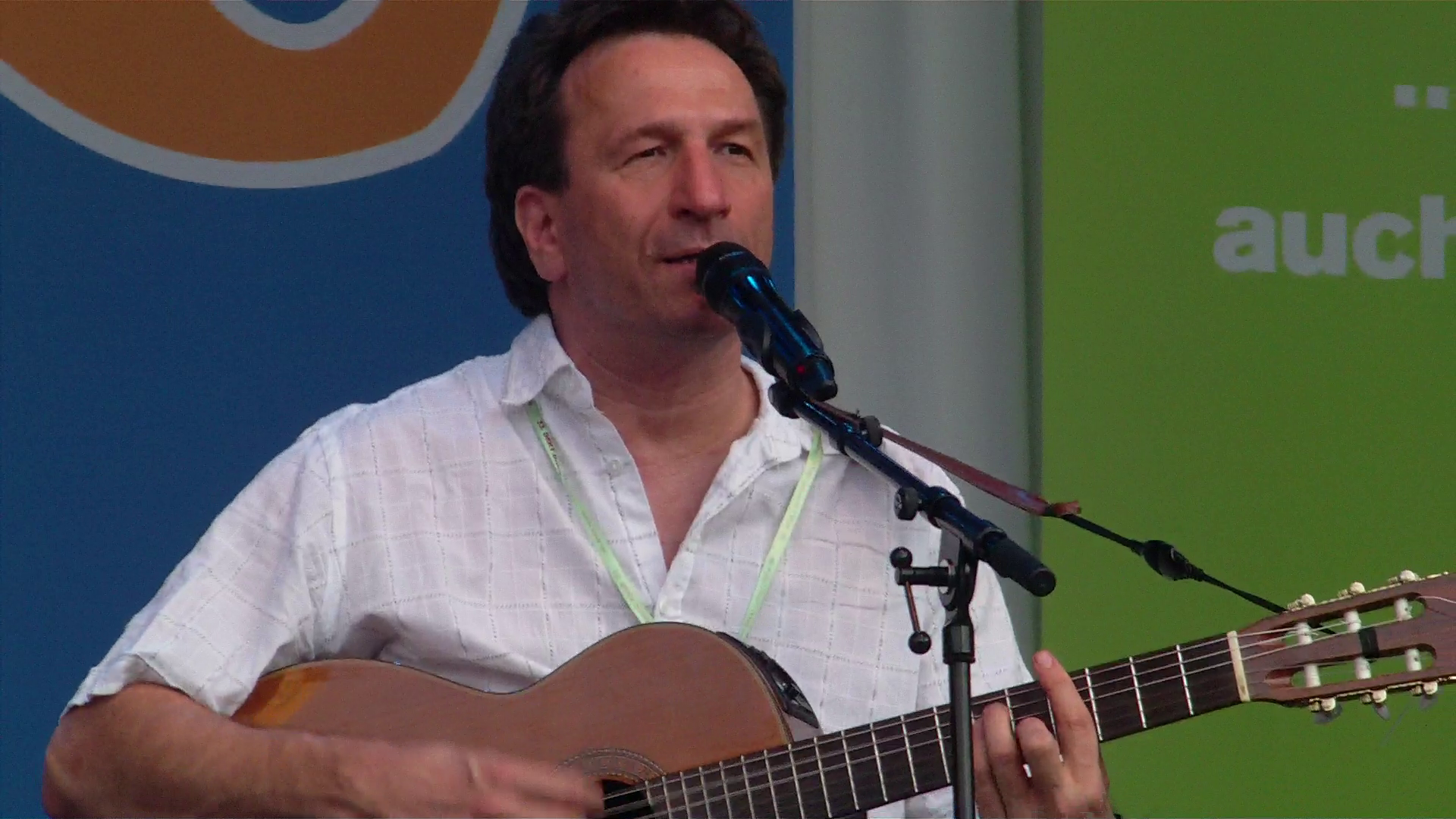
Der Gitarrist und Sängerpfarrer Clemens Bittlinger
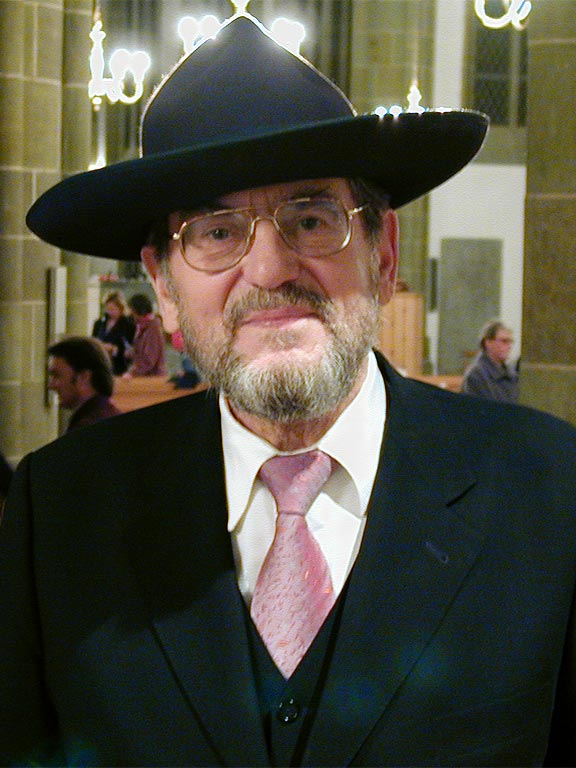
Oskar Gottlieb Blarr war Preisträger beim Wettbewerb der Evangelischen Akademie Tutzing 1963, in der Frühzeit des NGL
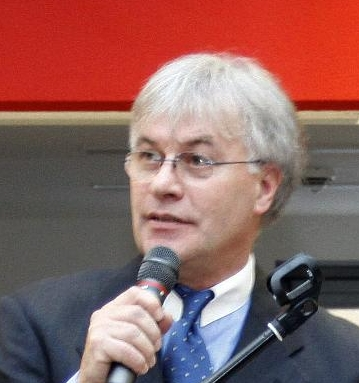
Eugen Eckert ist vor allem auf den Kirchentagen stark präsent
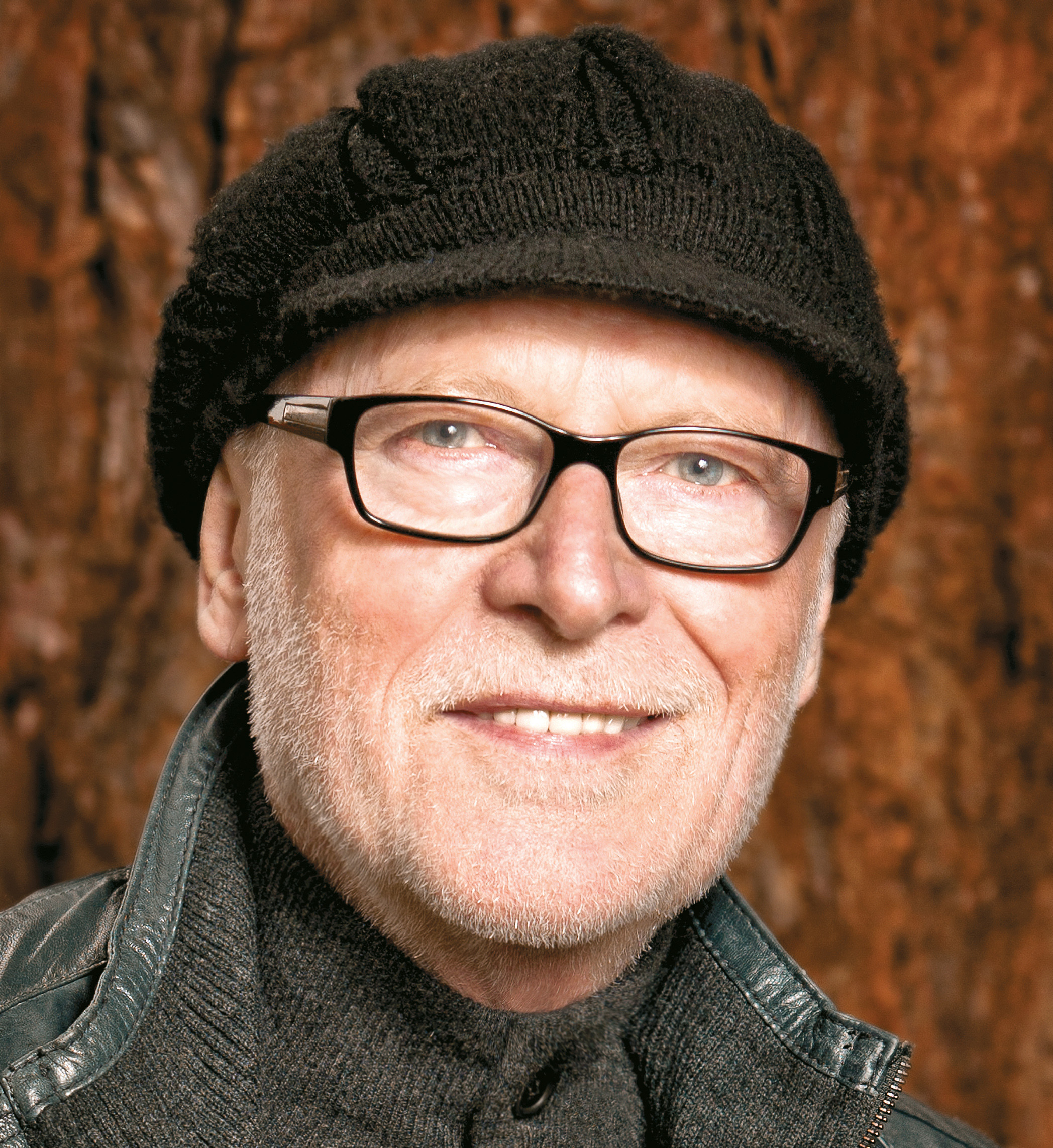
Sehr produktiv im Blick auf das NGL war schon im 20. Jahrhundert Siegfried Fietz
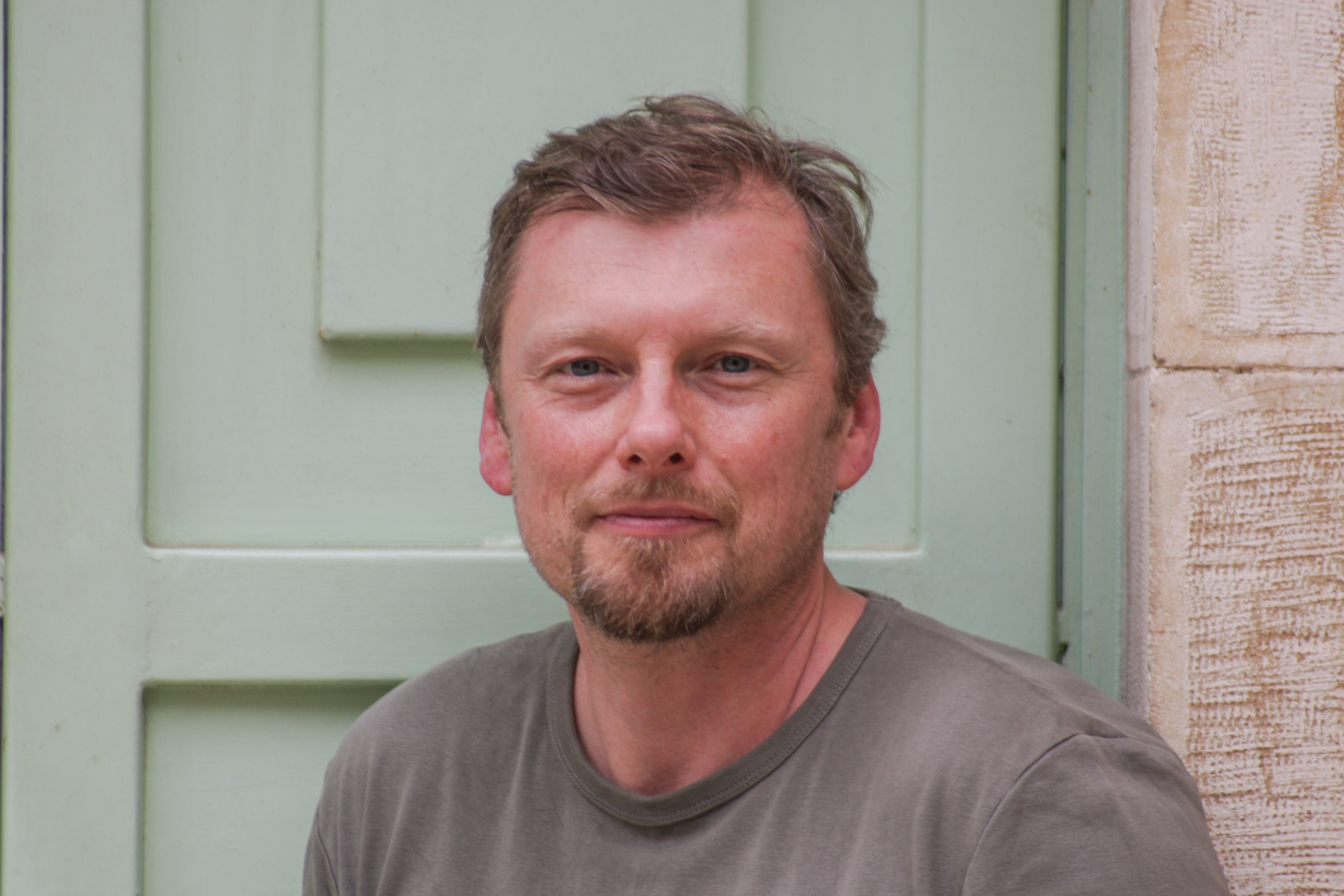
Zahlreiche moderne Gebets- und Lobpreislieder schuf Albert Frey
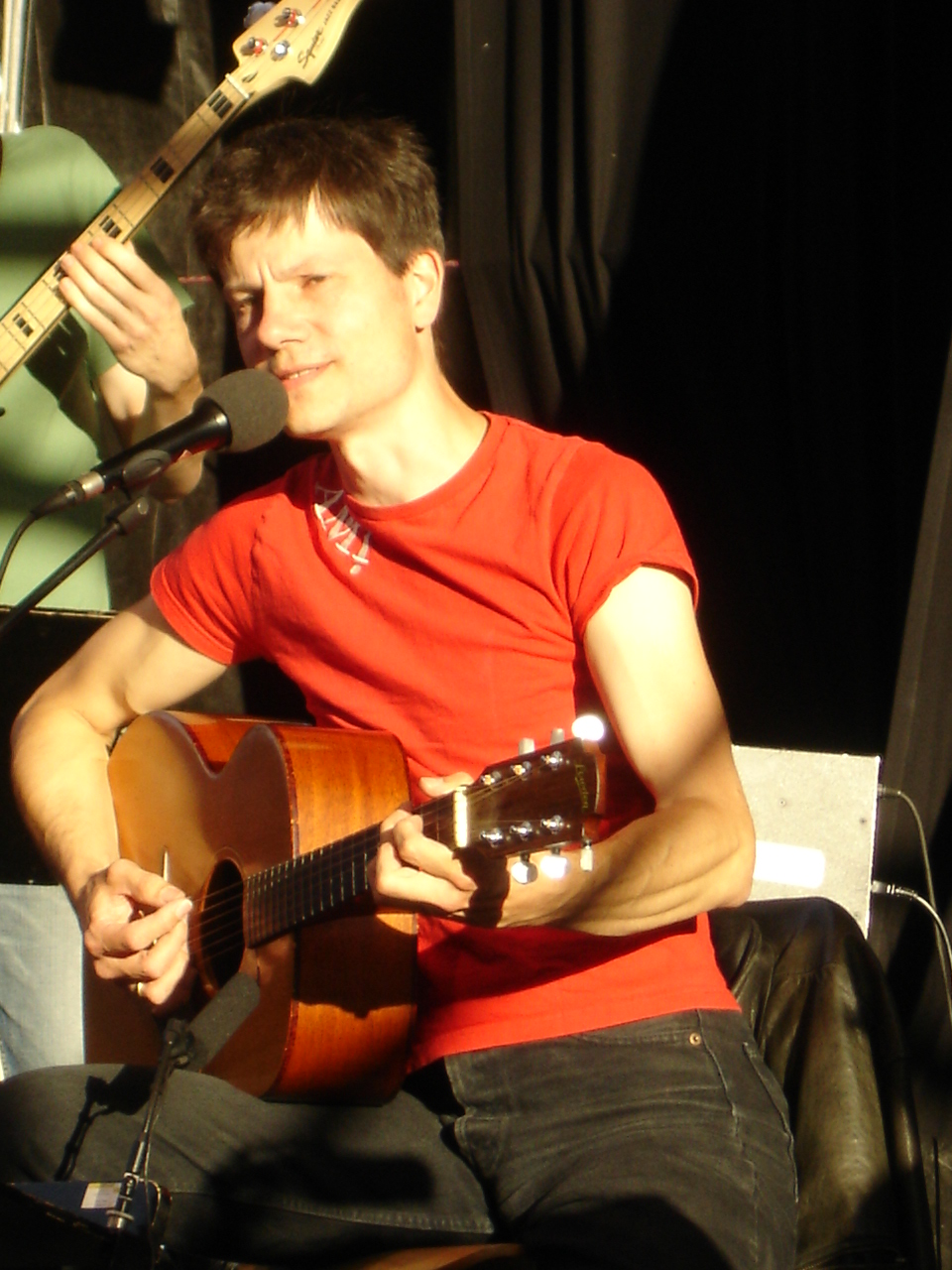
Sowohl in der Theorie als Hochschullehrer als auch in der Praxis als Bandleader ist Gregor Linßen in Sachen NGL unterwegs
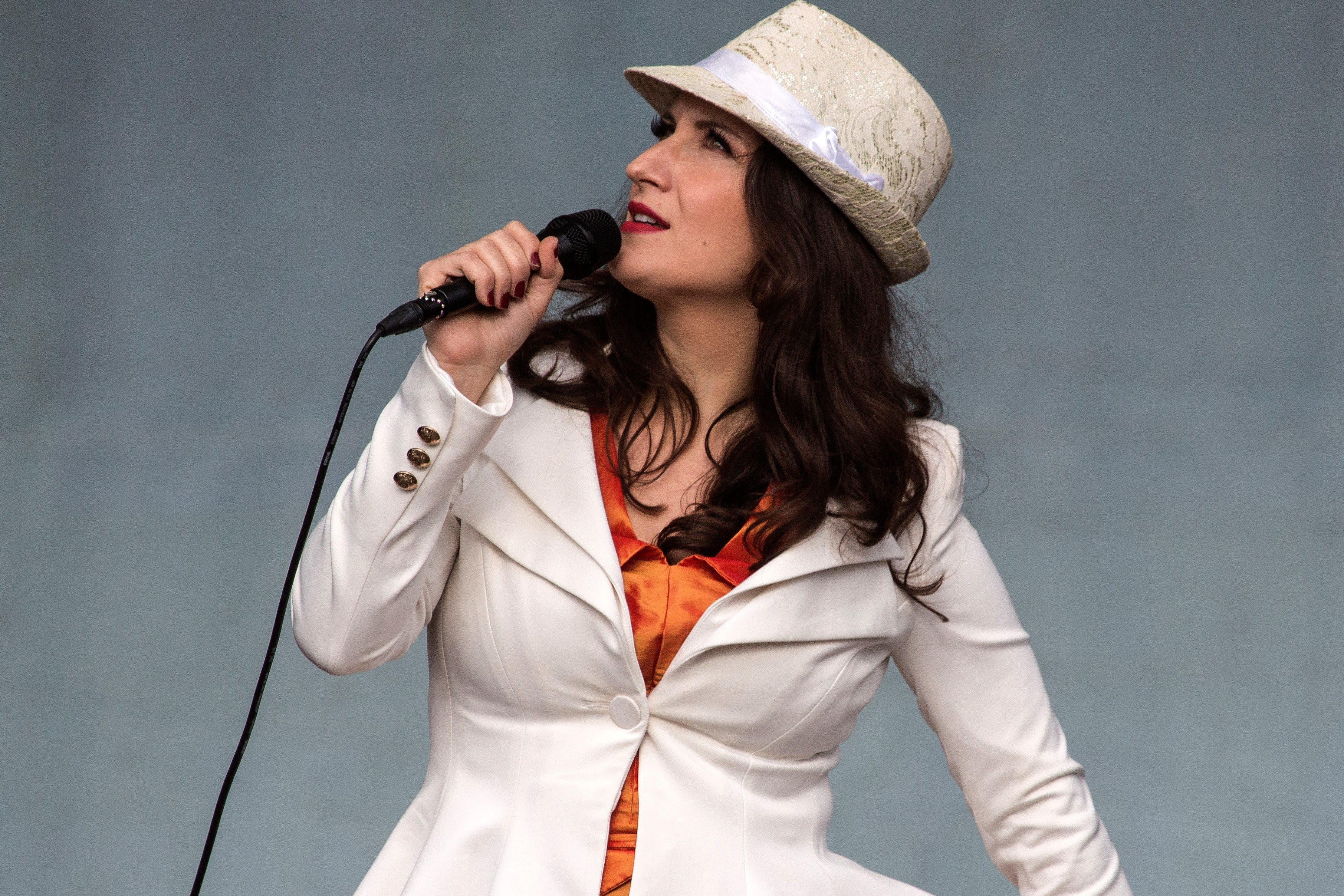
Sefora Nelson bringt ihre italienischen Wurzeln ins NGL ein
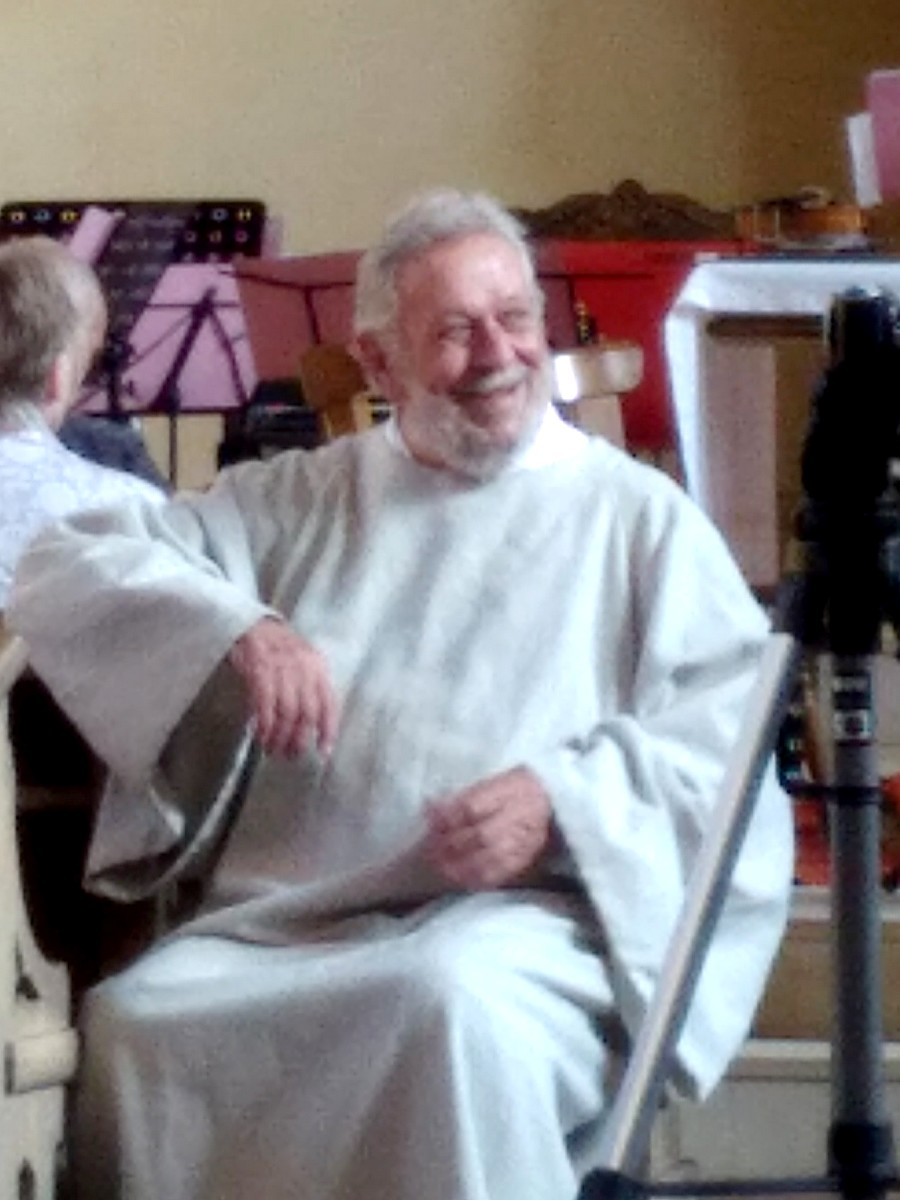
Winfried Pilz war ein katholischer Geistlicher und Liedermacher
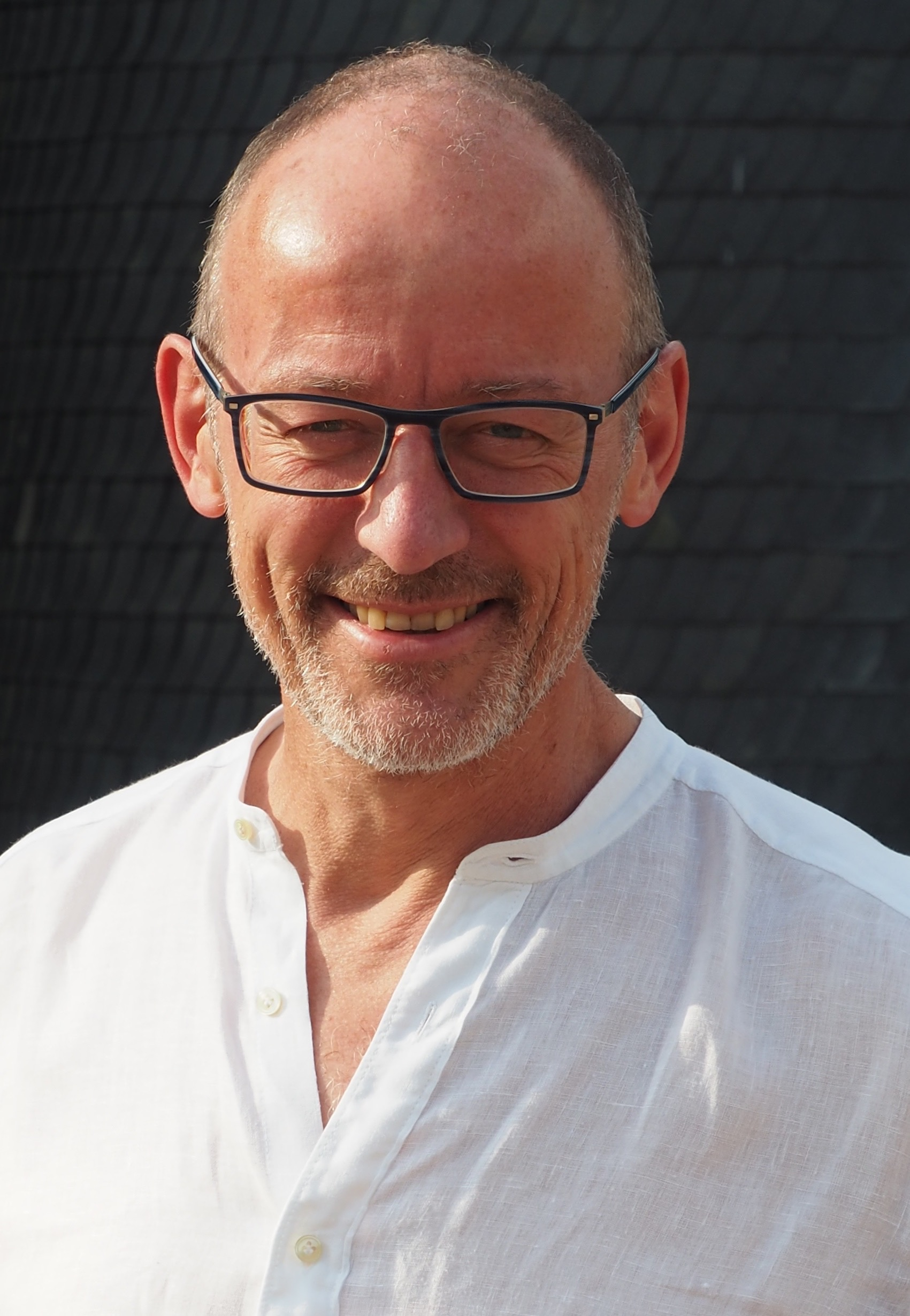
Thomas Quast ist einerseits Richter in Köln, andererseits schon lange auch Liedermacher auf dem Feld des NGL
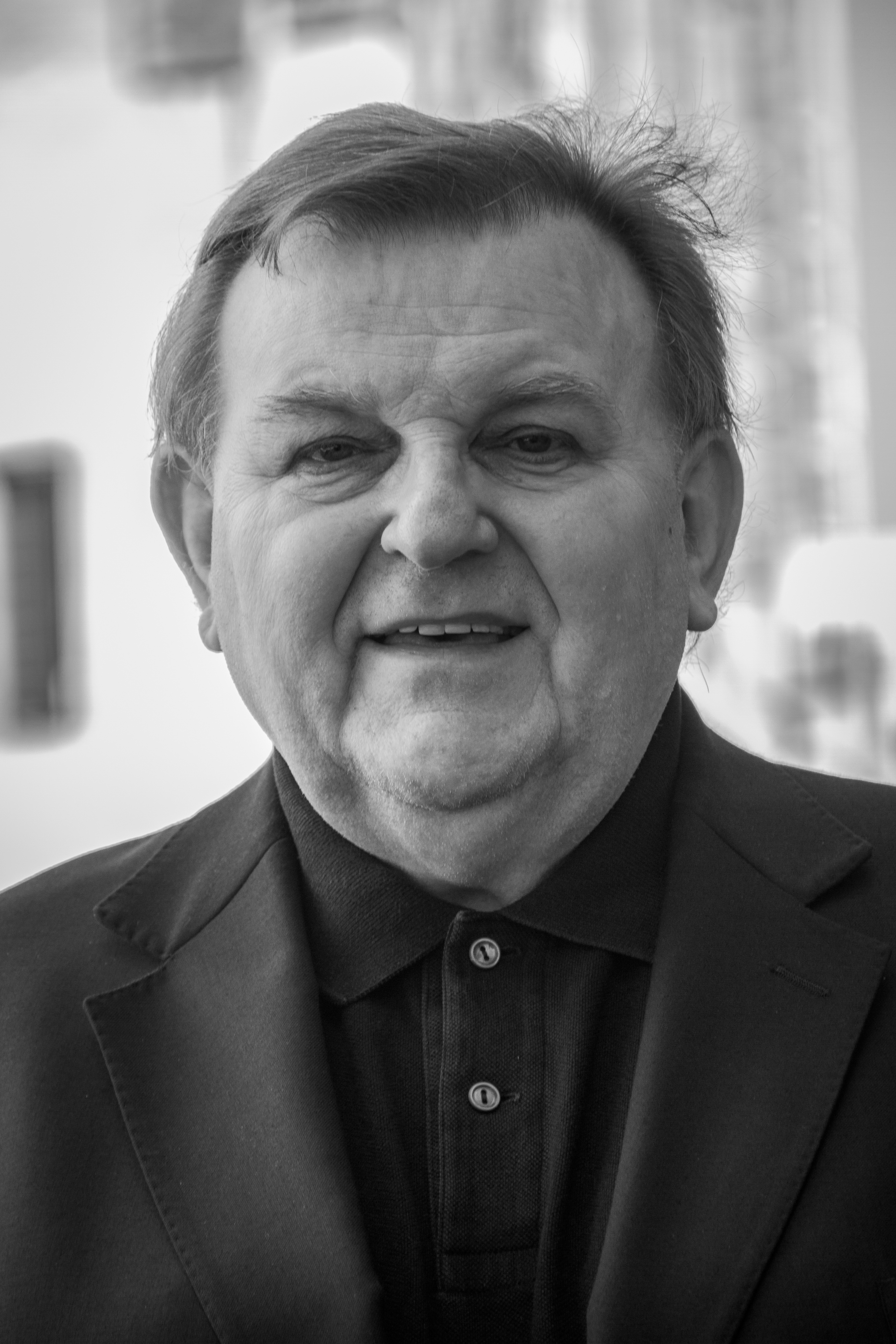
Michel Wackenheim, französischer Priester und NGL-Autor
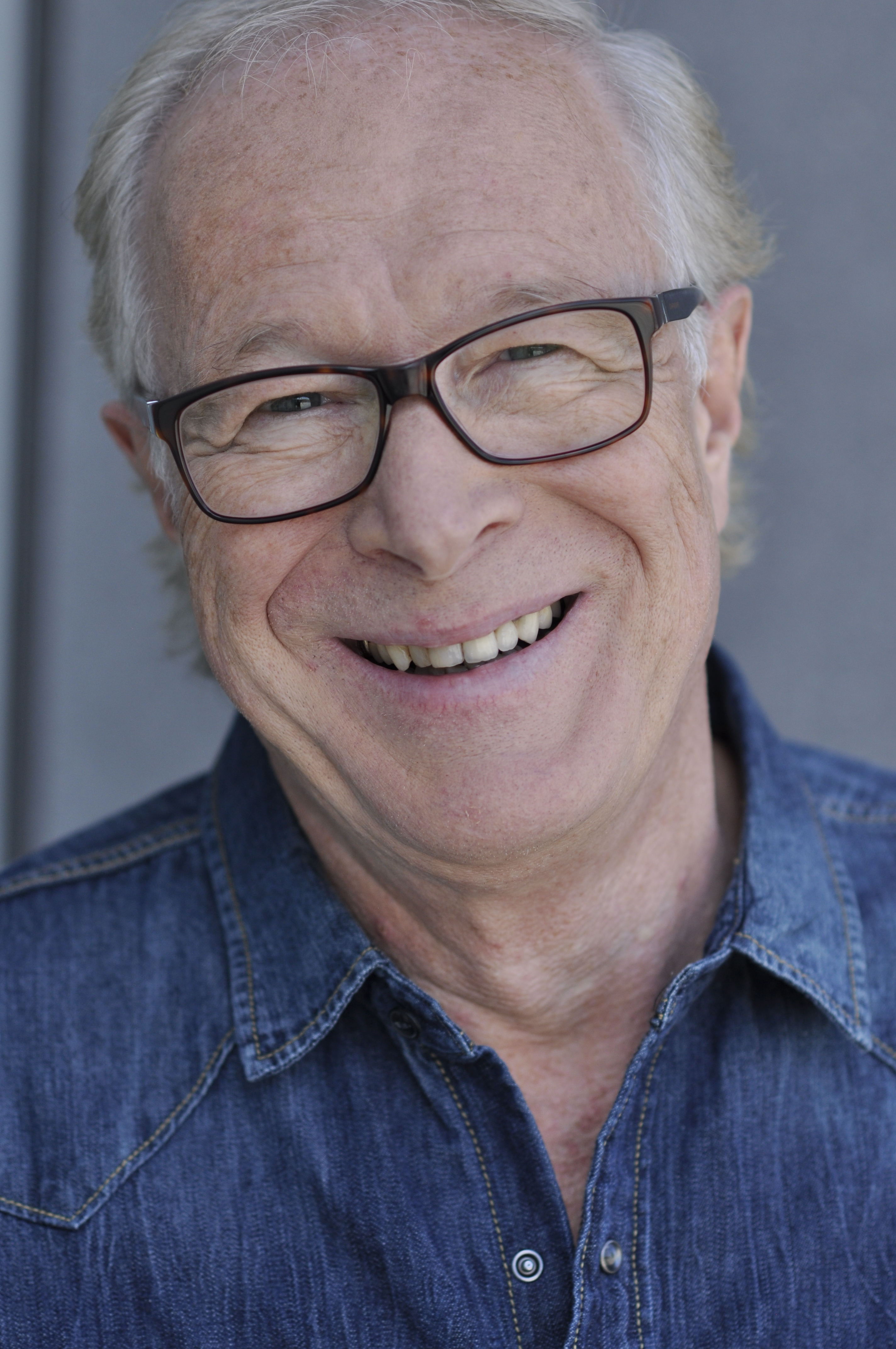
Mit seinen Liedern in vielen kirchlichen und freikirchlichen Gesangbüchern vertreten ist der Liedermacher Jürgen Werth
In fast allen Liedersammlungen des Neuen Geistlichen Liedes ist der Journalist und Theologe Christoph Zehendner mit Werken präsent

## Neue Geistliche Lieder im katholischen Bereich

### Neue Geistliche Lieder im Stammteil des Gotteslobes
Im Artikel „Liste der Gesänge im Stammteil des Gotteslobs“ sind 37 Lieder mit „NGL“ gekennzeichnet; darunter sind acht Lieder von Peter Janssens. Zusätzlich befinden sich noch 21 Lieder aus Taizé im Stammteil. Helmut Schlegel gehört zu den modernen katholischen Textdichtern im Gotteslob. Thomas Gabriel und Gregor Linßen sind mit Melodien zum Neuen Geistlichen Lied im Gotteslob vertreten.

### Neue Geistliche Lieder in den Eigenteilen des Gotteslobes
In den Eigenteilen der einzelnen Diözesen ist der Anteil an Neuen Geistlichen Liedern in der Regel größer. Im Eigenteil der Diözesen Österreichs gibt es beispielsweise 53 Neue Geistliche Lieder (von ca. 200 insgesamt) und vier weitere Taizé-Lieder. Zuvor gab es in Österreich das Liederbuch Singe Jerusalem, ein 1986 erstmals publiziertes Liederbuch vorwiegend mit Neuen Geistlichen Liedern, welches oft parallel zum offiziellen Gesangbuch in Gebrauch war. Eine ähnliche Ergänzungsfunktion hatte auch das Buch Liederquelle aus dem Jahr 2002, ebenfalls mit zahlreichen Neuen Geistlichen Liedern.

### Neue Geistliche Lieder in der Alt-Katholischen Kirche
Auch im 2015 überarbeiteten Gesangbuch der Alt-Katholischen Kirche in Deutschland, das unter dem Titel Eingestimmt publiziert wurde, kommen verstärkt Neue Geistliche Lieder und Taizé-Gesänge vor. Von den neueren Melodien sind viele mit Akkordsymbolen versehen.

## Neue Geistliche Lieder in der Ökumene
Viele Neue Geistliche Lieder wurden ab 1969 von der Arbeitsgemeinschaft für ökumenisches Liedgut als ökumenisch definiert und markiert. Sichtbares Zeichen ist in den heutigen Gesangbüchern das ö, das ein Lied als ökumenisch kennzeichnet (eingeklammert, wenn keine vollständig identische Version vorliegt).
Da auf Friedhöfen kaum Gesangbücher verschiedener Konfessionen gleichzeitig in Gebrauch sein können, hat die Arbeitsgemeinschaft Christlicher Kirchen in Deutschland für den ökumenischen Gebrauch bei Gottesdiensten anlässlich von Trauerfällen ein gemeinsames Liederbuch herausgegeben. Es ist vor allem die Neuausgabe von 2016 zu nennen: Denn du bist bei mir – Ökumenisches Liederbuch zur Bestattung. Diese Neuausgabe enthält erstmals einen angemessenen Anteil von Liedern aus dem Bereich des NGL. Lieder von Fritz Baltruweit, Eugen Eckert, Hella Heizmann, Siegfried Fietz, Albert Frey, Winfried Heurich, Huub Oosterhuis, Winfried Pilz, Manfred Siebald, Peter Strauch und Lothar Zenetti sind damit in den Kasualgottesdiensten rund ums Begräbnis ebenfalls eine Option.

## Neues Geistliches Lied und Arrangement
Um das Neue Geistliche Lied klanglich zu erschließen, bedarf es auch stilgerechter Arrangements unterschiedlicher Besetzung.
Michael Schütz erschloss manches Neue Geistliche Lied für Blechbläserensemble, Posaunenchor, Band, Chor und Orchester sowohl durch kluge Instrumentation als auch durch das Hinzufügen von Intonationen, Introduktionen, Interludien und kleinen Zwischenspielen.
Auch die angemessene Wiedergabe Neuer Geistlicher Lieder auf der Kirchenorgel ist für Kirchenmusiker, die von der Klassischen Musik geprägt sind, eine Herausforderung.
Für die Wiedergabe Neuer Geistlicher Lieder auf dem Klavier im Jazzstil hat Peter Hamburger Ideen beigesteuert und 2001 unter dem Titel Swinget dem Herrn publiziert.
Für das Gebiet der Posaunenchöre ist Dieter Kanzleiter als Arrangeur zu nennen.

## Kritik am Neuen Geistlichen Lied
Peter Bubmann beschreibt Bruchstellen in der Kirchenmusik und im Gottesdienst des 20. Jahrhunderts, die mit dem Neuen Geistlichen Lied sichtbar werden: Während „bis in die erste Hälfte des 20. Jahrhunderts die gottesdienstliche Musik und teilweise auch die geistliche Musik des Volkes durch den Geschmack des herrschenden Klerus (bzw. der herrschenden Klasse, zum Beispiel des preußischen Königs) und kirchenmusikalischer Eliten bestimmt war, die über die Auswahl des Liedguts für kirchliche Liedsammlungen entschieden, pluralisierte sich die Kirchenmusik in der zweiten Hälfte des 20. Jahrhunderts; sie zerfiel in Szenen und Milieus. Das geschah (wie in den Kulturkämpfen dieser Zeit insgesamt) zunächst im Modus eines Gegeneinanders von Hochkultur und pop- bzw. rockmusikalischer Subkultur im Zeichen musikalischer Emanzipationsbewegungen.“ Das führte folglich zu einer generellen Kritik am Neuen Geistlichen Lied. Peter Bubmann nennt auch die fachliche Diskussion unter den Kirchenmusikern: „Die Neuaufbrüche im Bereich des geistlichen Liedes und der (populären) Kirchenmusik wurden von intensiven theoretischen und kirchenpolitischen Auseinandersetzungen vornehmlich in den Berufszeitschriften der Kirchenmusiker sowie in der Zeitschrift Musik und Kirche begleitet. Der Kampf von Generationen und Milieus um die Musik in der Kirche spiegelt sich deutlich in diesen Fachdebatten wider, die daher auch ein interessantes Quellenmaterial für die (kirchliche) Zeitgeschichte darstellen.“

### Kritik innerhalb der römisch-katholischen Kirche

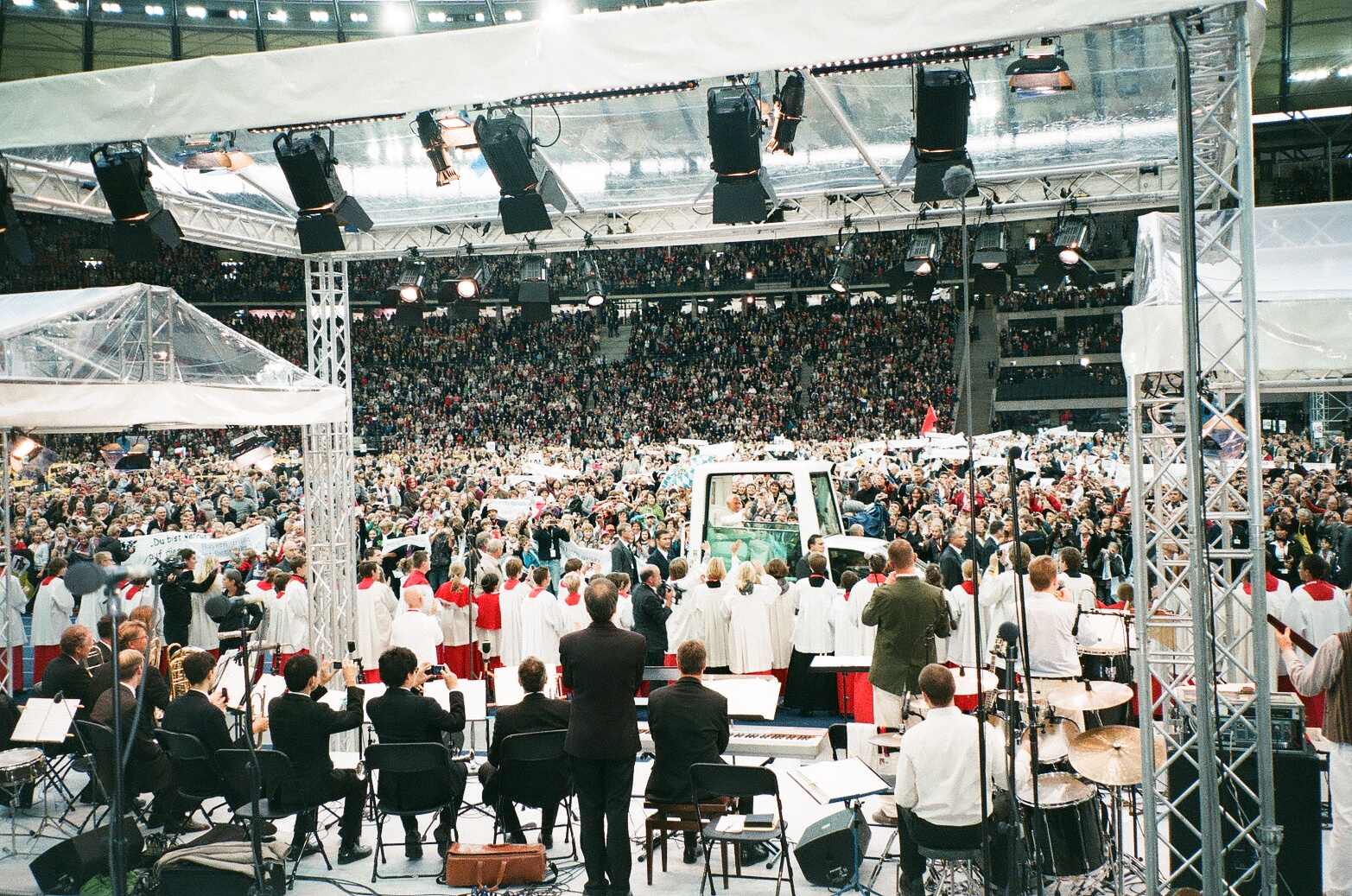
Schlagzeug, Gitarre und Keyboard, typisches Instrumentarium des Neuen Geistlichen Liedes, spielten, trotz aller Vorbehalte von Benedikt XVI. gegen das Genre, eine Rolle beim Papstbesuch in Deutschland 2011 in Berlin

Innerhalb der römisch-katholischen Kirche kommt es immer wieder zur Kritik am Neuen Geistlichen Lied. Gegner dieser Gattung werfen dem sogenannten „NGL“ eine Profanierung des Mysteriums des römisch-katholischen Glaubens vor. Lieder wie Ins Wasser fällt ein Stein, Herr, deine Liebe ist wie Gras und Ufer oder ähnliche Stücke entsprechen nach der Auffassung mancher katholischer Theologen nicht Charakter und Würde der katholischen Liturgie. Viele Lieder seien zwar für Katechesen geeignet, jedoch lasse sich aufgrund ihrer oftmals unliturgischen Texte für sie kein Platz im Gottesdienst finden.
Auch Papst Johannes Paul II., Joseph Ratzinger (der spätere Papst Benedikt XVI.) und Papst Franziskus haben wiederholt vor einer Banalisierung der Liturgie gewarnt. Allerdings sei diese Banalisierung nicht per se dem Neues Geistlichen Lied anzulasten, sondern einer oft gedankenlosen Liedauswahl, jedoch oft auch einer minderwertigen Qualität vieler Neuer Geistlicher Lieder. Papst Johannes Paul II. beschrieb 2003 die Anforderungen an liturgische Musik wie folgt: „Was nun die liturgischen Musikkompositionen angeht, so mache ich mir das ‚allgemeine Gesetz‘ zu eigen, das der hl. Pius X. folgendermaßen formulierte: ‚Eine Komposition für die Kirche ist in dem Maße dem Heiligen angemessener und liturgischer, als sie sich in Rhythmus und Aufbau und Klang dem gregorianischen Gesang nähert, und sie ist umso weniger für das Gotteshaus geeignet, als sie sich von jenem obersten Modell entfernt.‘ Selbstverständlich geht es nicht darum, den gregorianischen Gesang einfach zu kopieren, sondern vielmehr darum, sicherzustellen, daß die neuen Kompositionen von demselben Geist durchdrungen sind, der jenen Gesang hervorbrachte und nach und nach Gestalt gab.“
Nach Joseph Ratzinger darf gottesdienstliche Musik „keine banalisierte Massenmusik“, sondern müsse „geschichtlich bewährte Musik“ sein. Sie müsse sich sowohl an den liturgischen Texten orientieren als auch am gregorianischen Choral und an Palestrina messen lassen können. Daraus ergaben sich für Papst Benedikt XVI. weitreichende normative Vorgaben für die Musica sacra. Er betonte, „dass die Musik, die der Anbetung ‚in Geist und Wahrheit‘ dient, nicht rhythmische Ekstase, nicht sinnliche Suggestion oder Betäubung, nicht subjektive Gefühlsseligkeit, nicht oberflächliche Unterhaltung sein kann“. Kirchliche Rock- oder Popmusik wurden von ihm daher vehement zurückgewiesen und Rock- und Popfestivals als „Antikult“ beschrieben. Diesen Musikformen liege eine Ideologie der Selbstbefreiung zugrunde, die dem christlichen Menschenbild zutiefst widerspreche. „Es handelt sich um Erlösungspraktiken, deren Form der Erlösung dem Rauschgift verwandt und dem christlichen Erlösungsglauben von Grund auf entgegengesetzt ist.“
Andererseits hat sich das Neue Geistliche Lied in der katholischen Kirche als gültige Ausdrucksform des Glaubens etabliert. Einige Diözesen unterhalten eigene Stellen zur Pflege des Neuen Geistlichen Liedes als eine Variante der Kirchenmusik. Bereits im Gotteslob (1975) und vor allem in dessen Diözesanteilen gab es neue geistliche Lieder, im Gotteslob (2013) hat deren Anteil beträchtlich zugenommen.

### Kritik im Umfeld der Evangelischen Kirche

Einerseits sehr erfolgreich, andererseits umstritten war das Neue Geistliche Lied Danke für diesen guten Morgen aus dem Jahr 1961, hier als Einspielung des Botho-Lucas-Chores. Entgegen der Einschätzung der Produzenten konnte sich das Lied 1963 für eineinhalb Monate in den deutschen Singlecharts platzieren.

Ein Vorwurf, den sich das Neue Geistliche Lied von Anfang an im evangelischen Bereich gefallen lassen musste, war, dass „gegen das abstrakte künstlerische Qualitätskriterium (nur was wirklich gut ist, soll gesungen werden) das Erfolgskriterium gesetzt wird. Es gilt damit: »Was ankommt, ist gut!«“
Zunächst war beispielsweise das Lied Danke für diesen guten Morgen in Kreisen der evangelischen Kirche sehr umstritten. „Kitsch, lauer Abschaum moderner Reklamemethoden, primitiv, Gotteslästerung, Poesie für Gartenzwerge, Einbruch unterschwelliger Sexualität in die Kirche, miese Süßigkeit, kommunistische und nationalsozialistische Tonart und Musik für liturgische Playboys,“ wurde in den Medien dieses Siegerlied des Tutzinger Preisausschreibens 1961 tituliert.
Konrad Klek und Werner Schrade stellten fest: Statt poetischer Hochsprache zeigt sich symbolarme, eindeutige, stellenweise plakative Alltagssprache in den Texten, …… um Verständnisprobleme zu vermeiden. Dem entspricht die Tendenz zu einfachen Melodien. Die zum Teil heftigen Auseinandersetzungen zwischen Protagonisten des Neuen Liedes und den Hütern von Qualität und Tradition füllen Bände.
Zum andern wird die unübersehbare Vielzahl „Neuer Lieder“ zum Problem gemeinsamen Singens in der Kirche. Es ist die Frage von Bernhard Leube danach, was von der unübersehbaren und stets zunehmenden Liedproduktion längerfristig bleibt, „was gemeinsam gesungen werden kann und was uns in der großen Liedermenge, aus der jeder sich herausgreift, was ihm am besten gefällt, verbindet. In der Liederlandschaft gibt es immer mehr Single-Haushalte, Wohnraum, den man nicht mit anderen teilen muss. Aber auch das … Neue Lied ist schon lange nicht mehr davor gefeit, zu einer Binnenwelt zu werden, die oft nur noch den eigenen Echos lauscht.“
Das Neue Geistliche Lied hatte es im 20. Jahrhundert an manchen Orten schwer. Dies zeigte sich auch in der Auseinandersetzung um die Einführung Neuer Geistlicher Lieder und popularmusikalischer Formen ins gottesdienstliche Musizieren in der damaligen Deutschen Demokratischen Republik. Christoph Albrecht – und mit ihm die Dozentenschaft der Kirchenmusikschule Dresden – „hielt es nicht für möglich, entsprechende Ausbildungsinhalte in das klassische Kirchenmusikstudium zu integrieren.“ Dem stand der in einem Synodalbeschluss fixierte Wille der Evangelisch-Lutherischen Landeskirche Sachsens zur Integration der Jugendmusik in die gemeindliche Praxis entgegen. Diese angespannte Situation führte dazu, dass Christoph Albrecht 1976 die Leitung der Kirchenmusikschule in Dresden nach sechzehn Jahren niederlegte und als Kantor und Organist an die Berliner Marienkirche wechselte.
In seiner Einführung in die Hymnologie spricht Christoph Albrecht von einem „heißen Eisen“, wenn es um die Melodik der Neuen Geistlichen Lieder geht, die „an der modernen Unterhaltungsmusik orientiert ist“ Für Albrecht ist es „eine Selbstverständlichkeit, daß sich die Musik im Gottesdienst über das Niveau einer platten Unterhaltungsmusik erhebt. Es erscheint recht fraglich, ob die Kirche recht daran tut, wenn sie die Atmosphäre eines Tanzlokals (musikalisch u. a. durch ein schlagzeugbetontes Arrangement charakterisiert) in die gottesdienstlichen Versammlungen überträgt. … Die Jugend liebt den Rhythmus - aber sie beherrscht ihn nicht.“

## Standortbestimmung im 21. Jahrhundert
Die breite Aufnahme des Neuen Geistlichen Liedes in fast allen neueren Gesangbüchern christlicher Konfessionen zeigt, dass dieses Genre mitten in der Kirche angekommen ist. Dies wird auch deutlich an der Errichtung von Arbeitsgruppen und Werkstätten für das Neue Geistliche Lied in Ämtern und Referaten für Kirchenmusik. Eugen Eckert beobachtet am Übergang zum 21. Jahrhundert, dass die Kontroverse an Schärfe verloren habe. Das hänge mit den vielen guten Neuen Geistlichen Liedern zusammen, die es inzwischen gebe. Auch vormals eher skeptische Experten würden bestätigen, dass mit den Jahren zunehmend eine tragfähige Botschaft, sprachliches Niveau und gelungenes musikalisches Handwerk zusammengetroffen seien und die Menschen so auch erreicht hätten.
Patrick Dehm stellt fest: „Die Begeisterung für Neue Geistliche Lieder, die wir seit Jahrzehnten im gesamten deutschsprachigen Raum erleben, macht deutlich, dass diese neue Art der Kirchenmusik von Menschen gesucht und angenommen wird.“
Bernhard Leube vermutete bereits 2008: „Man könnte den Eindruck gewinnen, als würde das Neue Lied langsam selbst zur Epoche. Seit dem ersten Tutzinger Liederwettbewerb ist bald ein halbes Jahrhundert vergangen.“ Allerdings schränkt Leube sofort ein: „An stets neuen Liedern und Liederbüchern ist kein Mangel, die Szenen sind ausdifferenziert, Milieus isoliert, Stil, Geschmack und Theologie in vielfältiger Ausprägung finden ihre Abnehmer, Verlage und Liedermacher haben ihre Klientel, geistliche Lieder und Liederbücher sind seit langem eine Ware, die von Kunden ge- und verbraucht werden, wirtschaftliches Handeln und Denken sind im Singen und Musizieren der Liederszene längst angekommen. Die riesige Zahl von Liedern macht es Gruppen und Generationen, Menschen und Milieus möglich, in überaus feiner Differenzierung zum Singen das aktuell Passende auszuwählen.“
Aus dem Genre Neues Geistliches Lied wurden folgende Lieder als Kernlieder der Evangelischen Kirche in Deutschland bestimmt:
- Von guten Mächten treu und still umgeben - Text: Dietrich Bonhoeffer 1944, Melodien: Otto Abel 1959 oder Siegfried Fietz 1970
- Gott gab uns Atem, damit wir leben - Text: Eckart Bücken, Melodie: Fritz Baltruweit 1982
- Wir haben Gottes Spuren festgestellt - Text: Diethard Zils, Melodie: Jo Akepsimas 1973

Diese 2006 entwickelte Kernliederliste mit insgesamt 33 Kirchenliedern findet eine weite Verbreitung innerhalb der Evangelischen Kirche in Deutschland und wird auch von der Union Evangelischer Kirchen (UEK) und der Vereinigten Evangelisch-Lutherische Kirche Deutschlands (VELKD) empfohlen.

## Zitate
„Orgel und Keyboard stehen in vielen Kirchen einträchtig beieinander. Kirchenchor und Popchor sind keine prinzipiellen Widersprüche.
 Jede Musik in der Kirche, ob klassisch oder rockig, muss einem besonderen qualitativen Anspruch genügen.“

„Das NGL ist ein begeisternder, etablierter, pastoral bedeutsamer und liturgisch wertvoller Teil der Kirchenmusik.“